# Bataille du Yarmouk
Guerres arabo-byzantines
Batailles
- Mu'tah (629)
- Ajnadayn (634)
- Damas (634)
- Fahl (635)
- Yarmouk (636)
- Jérusalem (636-637)

- Héliopolis (640)
- Nikiou (646)

- Sufétula (647)
- Tahouda (683)
- Mammès (688)
- Carthage (698)
- Oued Nini (698)

- 1re Constantinople (674-678)
- Sébastopolis (692)
- Tyane (~708)
- 2e Constantinople (717-718)
- Andrinople (718)
- Nicée (727)
- Akroinon (740)

- Kamacha (766)
- Invasion de l'Asie Mineure (782)
- Kopidnadon (788)
- Krasos (804)
- Invasion de l'Asie Mineure (806)
- Anzen (838)
- Amorium (838)
- Mauropotamos (844)
- Poson (863)
- Bathys Ryax (872 ou 878)

- Syracuse (877-878)
- Stelai ou 1re Milazzo (880)
- 2e Milazzo (888)
- Taormine (902)
- Garigliano (915)
- Détroit (965)
- Georges Maniakès en Sicile (1038-1040)

- Phœnix de Lycie (655)
- Keramaia (746)
- Conquête musulmane de la Crête (années 820)
- Damiette (853)
- Raguse (866-868)
- Kardia (~872-873)
- Golfe de Corinthe (~873)
- Céphalonie (880)
- Chalcis (~883)
- Thessalonique (904)

- Portes ciliciennes (878)
- Campagnes de Jean Kourkouas (926-944)
- Marach (953)
- Raban (958)
- Andrassos (960)
- Campagnes de Nicéphore II Phocas (956-969)
- Chandax (960-961)
- Alexandrette (971)
- Campagnes de Jean Tzimiskès (~950-975)
- Gués de l'Oronte (994)
- Alep (994-995)
- Apamée (998)
- Campagnes de Basile II (979-999)
- Azâz (1030)

La bataille du Yarmouk (en arabe : معركة اليرموك, grec : , Ἱερομύαξ ou Iermouchas, Ιερμουχάς) est une bataille majeure entre les forces musulmanes conduites par le califat des Rachidoune et les armées de l’Empire romain d'Orient. La bataille consiste en une série d’engagements qui s’étalent sur une durée de six jours en août 636, près de la rivière Yarmouk qui marque aujourd’hui la frontière entre la Syrie et la Jordanie, au sud-est de la mer de Galilée. 
La bataille est une grande victoire pour les musulmans qui mettent fin à la domination byzantine en Syrie. Pour certains historiens, la bataille du Yarmouk est l’un des engagements majeurs de l’histoire et marque la première grande vague des conquêtes musulmanes. Elle est notamment à l’origine de l’expansion de l’islam au sein du Levant chrétien. 
À l’origine de cet affrontement figure la volonté d’Héraclius d’endiguer l’avance musulmane et de recouvrer des territoires perdus dans la région. Il envoie pour cela une grande expédition en mai 636. Alors que l’armée byzantine approche, les musulmans quittent la Syrie et regroupent leurs forces dans les plaines du Yarmouk, proches de l’Arabie. C’est là, après avoir reçu des renforts, qu’ils défont les Byzantins pourtant très supérieurs en nombre. Cette bataille est aussi considérée comme l’une des plus grandes victoires de Khalid ibn al-Walid.

## Contexte
Lors de la dernière des guerres byzantino-perses, Héraclius devient empereur romain d'Orient  en 610 après avoir renversé Phocas. Dans le même temps, les Sassanides conquièrent la Mésopotamie. En 611, ils entrent en Anatolie et occupent Césarée de Cappadoce. En 612, Héraclius parvient à repousser les Perses d’Anatolie mais subit une lourde défaite en 613 après avoir lancé une offensive majeure contre les Perses en Syrie. Durant la décennie suivante, les Perses parviennent à conquérir la Palestine et l’Égypte. Durant cette période, Héraclius prépare une contre-attaque et reconstruit son armée. Neuf ans plus tard, en 622, Héraclius lance son offensive. Après de nettes victoires contre les Perses et leurs alliés dans le Caucase et en Arménie, Héraclius lance une offensive hivernale en 627 en Mésopotamie. Il y remporte une victoire décisive à Ninive qui lui permet de menacer directement Ctesiphon, la capitale perse. Discrédité par ces séries de désastres, Khosro II est renversé et tué par un coup d’État mené par son fils Kavadh II. Ce dernier entame alors des négociations de paix et accepte de quitter tous les territoires byzantins occupés par les Perses. En 629, Héraclius ramène la Vraie Croix à Jérusalem lors d’une majestueuse cérémonie.

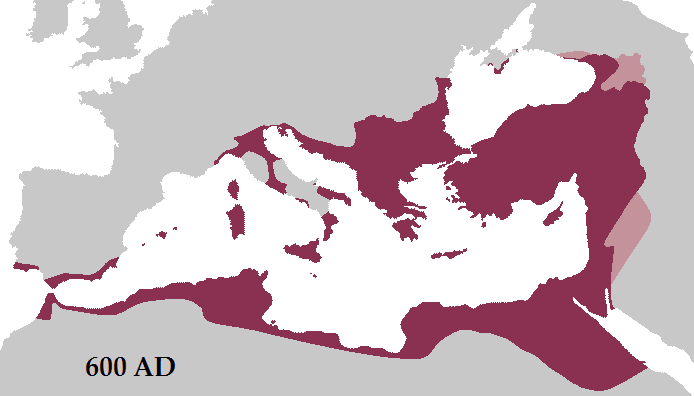
L'Empire byzantin au début du VIIe siècle, quelques décennies avant les premières invasions musulmanes.

Pendant que Byzantins et Perses s’épuisent dans un conflit de longue durée, l’Arabie connaît un profond bouleversement politique après que le prophète Mahomet a prêché l’islam à partir de 630. Cette nouvelle religion s’étend rapidement et parvient à unir la région sous une seule autorité politique. À la mort du prophète en juin 632, Abu Bakr est élevé au rang de calife. Toutefois, des troubles agitent le début de règne de ce dernier qui voit son autorité contestée par plusieurs tribus arabes. Ce que l’on nomme aujourd’hui les guerres de Ridda éclatent alors entre les deux factions et Abu Bakr en sort victorieux. Cette victoire lui permet d'unir l’Arabie sous l’autorité centrale du calife à Médine. 
Une fois les rebelles soumis, Abu Bakr lance une guerre de conquête avec l’Irak comme première cible. Il y envoie son meilleur général, Khalid ibn al-Walid, qui conquiert ce territoire après une série de campagnes victorieuses contre les Sassanides. Ce succès accroît la confiance d’Abu Bakr et après que Khalid a installé sa forteresse en Irak, il lance un appel aux armes pour l’invasion de la Syrie en février 634. L’invasion de ce territoire est une suite d’opérations militaires soigneusement préparées et bien coordonnées. La stratégie y prime sur la force pure pour contrecarrer les mesures défensives des Byzantins. Toutefois, les armées musulmanes s’avèrent bientôt trop peu nombreuses pour s'opposer à la réponse byzantine. Les généraux musulmans doivent alors faire appel à des renforts. Abu Bakr envoie Khalid et un détachement pour mener l’invasion. En juillet 634, les Byzantins sont défaits à la bataille d'Ajnadayn. En septembre, la ville de Damas tombe. Peu après, la dernière garnison byzantine importante de Palestine est mise en déroute lors de la bataille de Fahl.
Lors de cette même année 634, le calife Abu Bakr meurt. Il est remplacé par Omar ibn al-Khattâb qui est déterminé à poursuivre l’expansion musulmane en Syrie. Khalid, malgré ses succès, est remplacé par Abu Ubayda ibn al-Djarrah. Après avoir sécurisé le sud de la Palestine, les musulmans progressent le long de la route commerciale passant par Tibériade et Baalbek. Ces deux villes sont conquises sans grandes difficultés. Au début de l’année 636, c’est au tour d’Emèse de tomber. De là, les musulmans continuent leur progression à travers le Levant.

## Contre-attaque byzantine
Après s'être emparés d'Émèse, les musulmans sont tout proches de la forteresse byzantine d'Alep ainsi que de la résidence d'Héraclius, à Antioche. L'empereur byzantin, particulièrement inquiet de cette série de revers, prépare une contre-attaque pour recouvrer les territoires perdus. En 635, Yazdgard III, l'empereur sassanide, est à la recherche d'une alliance avec les Byzantins. Héraclius décide alors de marier sa fille Manyanh à Yazdgard pour consolider cette alliance. Pendant qu'Héraclius met au point une grande offensive au Levant, Yazdgard doit préparer une autre contre-attaque en Irak dans un effort coordonné. Toutefois, alors que Héraclius lance son attaque en mai 636, l'empereur sassanide n'est pas en mesure de faire de même, probablement en raison de l'épuisement de son gouvernement. De ce fait, ce qui devait être une action décisive ne peut être mis en œuvre.
Omar remporte une importante victoire contre Héraclius près du Yarmouk et parvient à piéger Yazdgard. Trois mois plus tard, l'empereur sassanide perd une grande partie de son armée lors de la bataille d'al-Qadisiyya en novembre 636 qui marque la fin du contrôle sassanide sur la partie occidentale de la Perse.
Les préparatifs byzantins commencent à la fin de l'année 635 et en mai 636, Héraclius dispose d'une importante armée concentrée à Antioche, au nord de la Syrie. Elle est composée de contingents de Byzantins, de Slaves, de Francs, de Géorgiens, d'Arméniens et d'Arabes chrétiens. Cette force est divisée en cinq armées dont le commandement conjoint est confié à Théodore Trithyrius. Vahan, un Arménien et l'ancien commandant de la garnison d'Emese, dirige le contingent arménien. Buccinator, un prince slave dirige les Slaves et Jabalah ibn al-Aiham, le roi des Ghassanides, est à la tête d'une force uniquement composée d'Arabes chrétiens. Les autres contingents originaires d'Europe sont placés sous l'autorité de Grégoire et Dairjan. Quant à Héraclius, il supervise les opérations depuis Antioche. Les sources byzantines citent Nicétas, le fils du général perse Schahr-Barâz parmi les généraux mais sa présence dans l'armée est incertaine.
À ce moment, l'armée des Rachidoune est divisée en quatre groupes. Le premier est dirigé par Amr ibn al-As en Palestine, le deuxième par Sharhabeel ibn Hasana en Jordanie, le troisième par Yazid ben Abi Sufyan dans la région de Damas et de Césarée et le dernier par Abu Ubayda ibn al-Djarrah avec Khalid à Émesée. Cette division des forces musulmanes tente d'être exploitée par Héraclius. Il ne souhaite pas s'engager dans une seule bataille rangée mais cherche plutôt à profiter de sa position centrale pour combattre chacune des forces adverses en concentrant les siennes. Ainsi, il veut éviter que les armées musulmanes ne se rassemblent. En forçant ces dernières à se replier ou en les détruisant séparément, il parviendrait à récupérer les territoires perdus. Des renforts sont envoyés à Césarée sous la direction de Constantin III, le fils d'Héraclius, probablement pour s'attaquer aux forces de Yazid qui assiègent la ville. Au milieu du mois de juin 636, l'armée impériale byzantine quitte Antioche et se dirige vers le sud.
Le plan de l'armée byzantine est le suivant :
- Les Chrétiens arabes légèrement armés, dirigés par Jabalah, doivent marcher d'Émèse vers Alep, en passant par Hama, et fixer le gros de l'armée musulmane à Émèse ;
- Dairjan doit conduire un mouvement tournant, se déplaçant entre la côte et la route d'Alep, pour approcher d'Émèse depuis l'Ouest. Il doit frapper l'aile gauche musulmane alors que l'armée adverse est confrontée frontalement à Jabalah ;
- Grégoire doit attaquer le flanc droit des musulmans et approcher d'Émèse depuis le nord-est et la Mésopotamie ;
- Qanateer doit marcher le long de la route côtière et occuper Beyrouth. De là, il doit attaquer Damas qui est faiblement défendue et la couper du gros de l'armée musulmane à Émèse ;
- Vahan se tient en force de réserve et doit approcher d'Émèse depuis Hama[18].

## Stratégie musulmane

Mouvement des troupes byzantines et arabes avant le déroulement de la bataille.

Les musulmans découvrent les préparatifs d'Héraclius à Shaizar par le biais de prisonniers byzantins. De ce fait, Khalid est informé de la possibilité que ses forces séparées soient attaquées puis vaincues et il décide de réunir un conseil de guerre. Il conseille à Abu Ubaidah de se replier depuis la Palestine et la Syrie pour rassembler l'ensemble de l'armée des Rachidoune en un endroit,. Abu Ubaidah organise cette concentration dans la vaste plaine proche de Jabiya. Le contrôle de cette zone rend possibles les charges de cavalerie et facilite l'arrivée des renforts dirigés par Omar. Ainsi, une armée puissante et unie peut être engagée contre les armées byzantines. Cette position jouit aussi de sa proximité avec la forteresse de Najd contrôlée par les musulmans et qui peut servir en cas de retraite. Toutefois, une fois rassemblées à Jabiya, les musulmans subissent les raids des forces Ghassanides alliées aux Byzantins. En outre, cette position est précaire car une puissante armée byzantine est casernée à Césarée et peut attaquer les musulmans sur leurs arrières s'ils combattent l'armée byzantine. Sur les conseils de Khalid, les forces musulmanes se replient vers Dara'ah (ou Dara) et Dayr Ayyub, couvrant le ravin entre les gorges du Yarmouk et les plaines de Harra lava. Là, elles établissent une ligne de campements dans la partie orientale de la plaine du Yarmouk. C'est alors une puissante position défensive qui entraîne les deux armées à s'opposer dans une bataille frontale que les Byzantins voulaient éviter. Au cours de ces manœuvres, aucun engagement n'intervient entre les deux forces, à l'exception d'une escarmouche entre l'avant-garde byzantine et la cavalerie légère d'élite de Khalid.

## Champ de bataille
Le champ de bataille se situe dans la plaine occidentale de la région du Hauran en Syrie, au sud-est du plateau du Golan, dans une zone en altitude actuellement à la frontière entre Israël, la Jordanie et la Syrie, à l'est de la mer de Galilée. La bataille se déroule dans la plaine du nord du Yarmouk, enserrée sur sa bordure occidentale par un profond ravin, connu sous le nom de Wadi-ur-Ruqqad. La rivière Yarmouk a des rives très pentues, allant de trente mètres à deux cents mètres de hauteur. Au nord se trouve la route de Jabiya et à l'est les collines d'Azra. Seule une élévation de terrain se situe sur le champ de bataille à proprement parler, culminant à une centaine de mètres et connue sous le nom de Tel al Jumm'a. Pour les troupes musulmanes qui s'y trouvent, cette colline offre un bon panorama sur la plaine du Yarmouk. Le ravin à l'ouest du champ de bataille est accessible par quelques endroits et peut être franchi par un pont romain près d'Ain Dhakar. Enfin, la plaine du Yarmouk comprend des ressources en eau suffisantes, des pâturages utilisables par les deux armées et elle est idéale pour des manœuvres de cavalerie,.

## Tensions dans l'armée byzantine
La stratégie de Khalid de retirer ses forces des territoires occupés pour les concentrer dans l'optique d'une bataille décisive contraint les Byzantins à rassembler leurs cinq armées en réaction. Depuis plusieurs siècles, les Byzantins ont évité de s'engager dans des batailles décisives à grande échelle et la concentration d'une telle force engendre des tensions logistiques pour un Empire mal préparé. Damas est la base logistique la plus proche mais Mansur, le dirigeant de la ville, ne peut approvisionner l'ensemble de cette grande armée qui se rassemble dans la plaine du Yarmouk. Plusieurs altercations interviennent, impliquant des habitants de la ville qui réagissent aux réquisitions. Les sources grecques accusent Vahan de trahison en désobéissant à l'ordre d'Héraclius de ne pas s'engager dans une bataille de grande ampleur. Toutefois, étant donné le rassemblement d'une grande armée musulmane, Vahan dispose de peu d'autres choix. Les relations entre les différents généraux byzantins sont tendues. Il existe notamment une lutte d'influence entre Trithyrios et Vahan, Jarajis et Qanateer. Jabalah, le chef des Chrétiens arabes, est largement mis de côté alors même qu'il dispose d'une bonne connaissance du terrain. Une atmosphère de méfiance existe entre les Grecs, les Arméniens et les Arabes. Enfin, des querelles ecclésiastiques entre les Monophysites et les Chalcédoniens, même si leur impact direct est faible, contribuent certainement à envenimer les tensions existantes. L'ensemble de ces éléments affaiblissent la coordination et la planification des forces, ce qui est l'une des raisons de la lourde défaite byzantine.

## Rapport de force

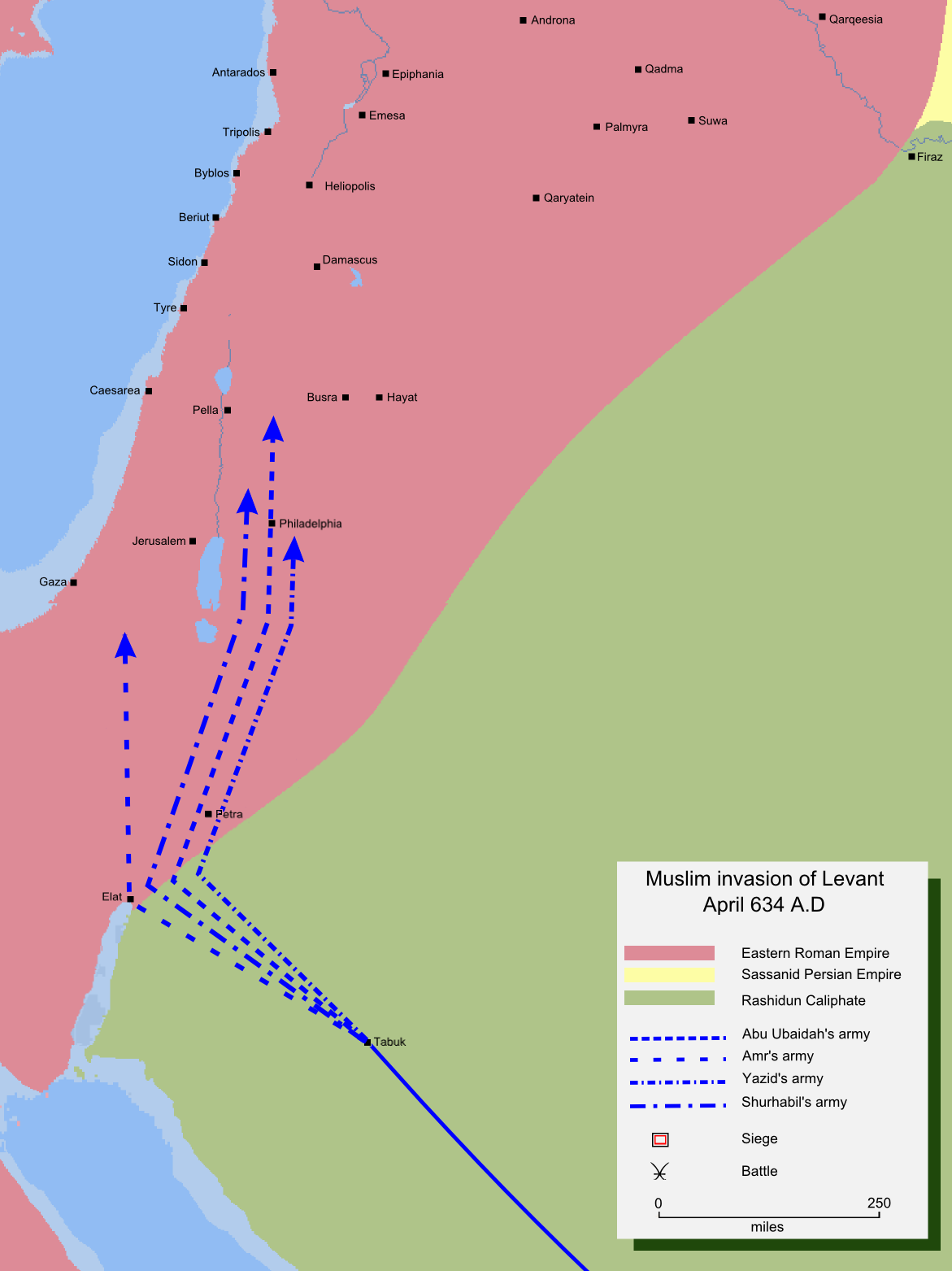
Carte détaillant l'invasion du Levant par les armées des Califes biens guidés.

La majorité des sources de l'époque, estiment la taille des forces musulmanes entre 24 000 hommes et 40 000 hommes et celle des forces byzantines entre 150 000 et 250 000 hommes. Les estimations modernes sur les tailles des deux armées, plus mesurées, varient fortement. Des sources  font varier les forces byzantines entre 80 000 et 150 000 hommes mais des estimations plus faibles vont de 15 000 à 20 000. John Haldon estime que l'armée byzantine rassemble une partie de l'armée de campagne d'Orient, estimée à 15 000 hommes et une partie des troupes basées en Arménie, estimée à 12 000, auxquelles s'ajoutent les alliés ghassanides et des forces locales. Il en déduit un effectif d'approximativement 20 000 hommes. En ce qui concerne l'armée des Rachidoune, la taille de l'armée est estimée entre 20 000 et 40 000 hommes. Les textes d'époque proviennent principalement des sources arabes qui s'accordent souvent pour considérer que les Byzantins et leurs alliés sont sensiblement supérieurs en nombre par rapport aux forces musulmanes. La seule source byzantine contemporaine est Théophane qui écrit un siècle plus tard. En ce qui concerne le déroulement de la bataille, les récits varient quant à sa durée (de un jour à plusieurs jours).

### Armée des Rachidoune

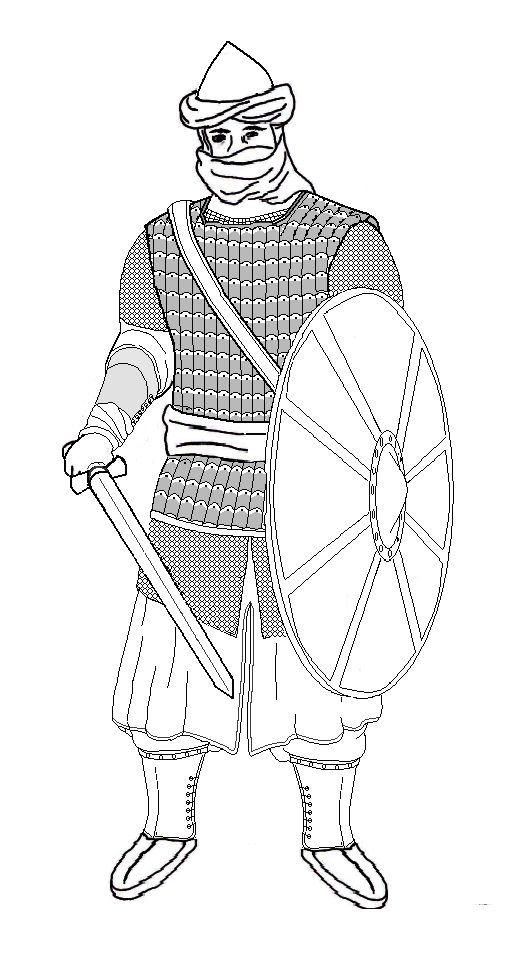
Représentation d'un soldat musulman.

Durant un conseil de guerre, le commandement de l'armée est transféré à Khalid par Abou Ubaidah. Après avoir pris son poste, Khalid réorganise l'armée en trente-six régiments d'infanterie et quatre régiments de cavalerie. Sa cavalerie d'élite est gardée en réserve. L'armée est organisée dans la formation Tabi'a qui consiste en une mince formation défensive d'infanterie. L'armée est étalée sur une ligne de douze kilomètres et fait face à l'est. Son flanc gauche est bordé par la rive gauche du Yarmouk. Son flanc droit est situé au niveau de la route de Jabiya, à cheval sur la colline de Tel al Jumma'a tandis que des écarts importants sont laissés entre les divisions de manière que la ligne de front musulmane soit d'une longueur similaire à celle de l'armée byzantine. Le centre de l'armée est commandé par Abu UBaidah ibn al-Jarrah (le centre gauche) et par Shurahbil bin Hasana (le centre droit). L'aile gauche est placée sous la responsabilité de Yazid et l'aile droite sous celle d'Amr ibn al-A'as. Les deux ailes et le centre sont pourvus en régiments de cavalerie placés en réserve pour servir en cas de contre-attaque. La cavalerie d'élite est placée derrière le centre de l'armée sous le commandement personnel de Khalid. Dans le cas où ce dernier serait trop occupé à diriger l'ensemble de l'armée, le commandement de cette cavalerie passerait à Dharar ibn al-Azwar. Avant la bataille, Khalid envoie plusieurs éclaireurs suivre les mouvements des Byzantins. À la fin du mois de juillet 636, Vahan envoie Jabalah et ses forces légères en reconnaissance mais ils sont repoussés par la cavalerie d'élite. Après cette escarmouche, aucun engagement n'a lieu durant un mois. 

#### Armement
Les casques utilisés incluent des casques dorés similaires à ceux utilisés au sein de l'Empire sassanide. Des mailles sont couramment utilisées pour protéger le visage, la nuque et les joues. Des sandales en cuir épais proches du modèle utilisé par les Romains sont aussi typiques des premières armées musulmanes. L'armure comprend des tenues en cuir durci, des cottes de mailles ou des armures lamellaires. Les soldats d'infanterie sont plus lourdement armés que les cavaliers. De larges boucliers en bois ou en osier sont utilisés. Des lances à longs manches sont en usage. Elles atteignent une longueur de deux mètres cinquante dans l'infanterie et de cinq mètres cinquante dans la cavalerie. L'infanterie utilise des épées courtes proches du gladius romain et des épées longues inspirées des armes sassanides. Les épées longues sont généralement portées par les cavaliers. Les épées sont portées en baudrier. Les arcs sont d'une longueur de deux mètres, ce qui les rapproche de la longueur des arcs longs anglais. La portée maximale des arcs arabes est de 150 mètres environ.

### Armée byzantine
Quelques jours après que les musulmans ont établi leur campement dans la plaine du Yarmouk, l'armée byzantine, précédée par les forces ghassanides légèrement armées, se dirige vers ses adversaires et s'établit dans des camps puissamment fortifiés juste au nord du Wadi-ur-Ruqqad. Le flanc droit de l'armée byzantine se situe tout au sud de la plaine, près du Yarmouk et à quelques centaines de mètres du début des gorges de Wadi al Allan. Le flanc gauche se situe plus au nord, à proximité des collines de Jabiya, dans une situation relativement exposée. Vahan déploie l'armée impériale de façon qu'elle fasse face à l'est, sur une longueur de treize kilomètres. Ainsi, elle couvre toute la zone entre les gorges du Yarmouk et la route romaine vers l'Égypte au nord. Des espaces importants sont laissés entre les divisions byzantines, comme dans l'armée musulmane. L'aile droite est dirigée par Grégoire et l'aile gauche par Qanateer. Le centre est formé par l'armée de Dairjan et l'armée arménienne de Vahan. La cavalerie lourde byzantine, les cataphractaires, est répartie également entre les quatre armées. Chacune d'entre elles déploie son infanterie en première ligne et sa cavalerie en réserve à l'arrière. Vahan déploie les Chrétiens arabes de Jabalah, qui montent des chevaux et des chameaux, comme une force de harcèlement, masquant l'approche de l'armée principale. Les sources musulmanes mentionnent que l'armée de Grégoire utilise des chaînes pour relier entre eux les soldats d'infanterie qui ont tous prêté le serment de se battre jusqu'à la mort. Les chaînes sont d'une longueur suffisante pour relier dix hommes entre eux et servent à prouver leur courage inébranlable. En effet, ils démontrent ainsi leur volonté de mourir sur place plutôt que de battre en retraite. Les chaînes sont aussi une arme contre une percée de la cavalerie adverse. Toutefois, les historiens modernes suggèrent que les Byzantins ont utilisé la formation militaire classique de la tortue dans laquelle chaque soldat se tient épaule contre épaule avec leurs boucliers au-dessus d'eux. Ainsi, un ensemble de dix à vingt soldats pouvait être complètement protégé par des boucliers contre des projectiles, chaque membre de la formation fournissant une protection pour le soldat situé à côté de lui.

#### Armement
La cavalerie byzantine est armée d'épées longues appelées spathion. Elle pourrait aussi être dotée d'une lance légère en bois appelée kontarion et d'un arc (toxarion) avec un carquois d'une quarantaine de flèches accroché à la ceinture ou à la selle. L'infanterie lourde, les skoutatoi, dispose d'une épée courte et d'une lance courte. L'infanterie légère et les archers ont un petit bouclier. L'armure de la cavalerie consiste en un haubert doté d'une coiffe de mailles et d'un casque. L'infanterie dispose d'un équipement similaire avec un haubert, un casque et des protections aux jambes. Les armures en écailles ou lamellaires sont aussi utilisées.

## Déroulement

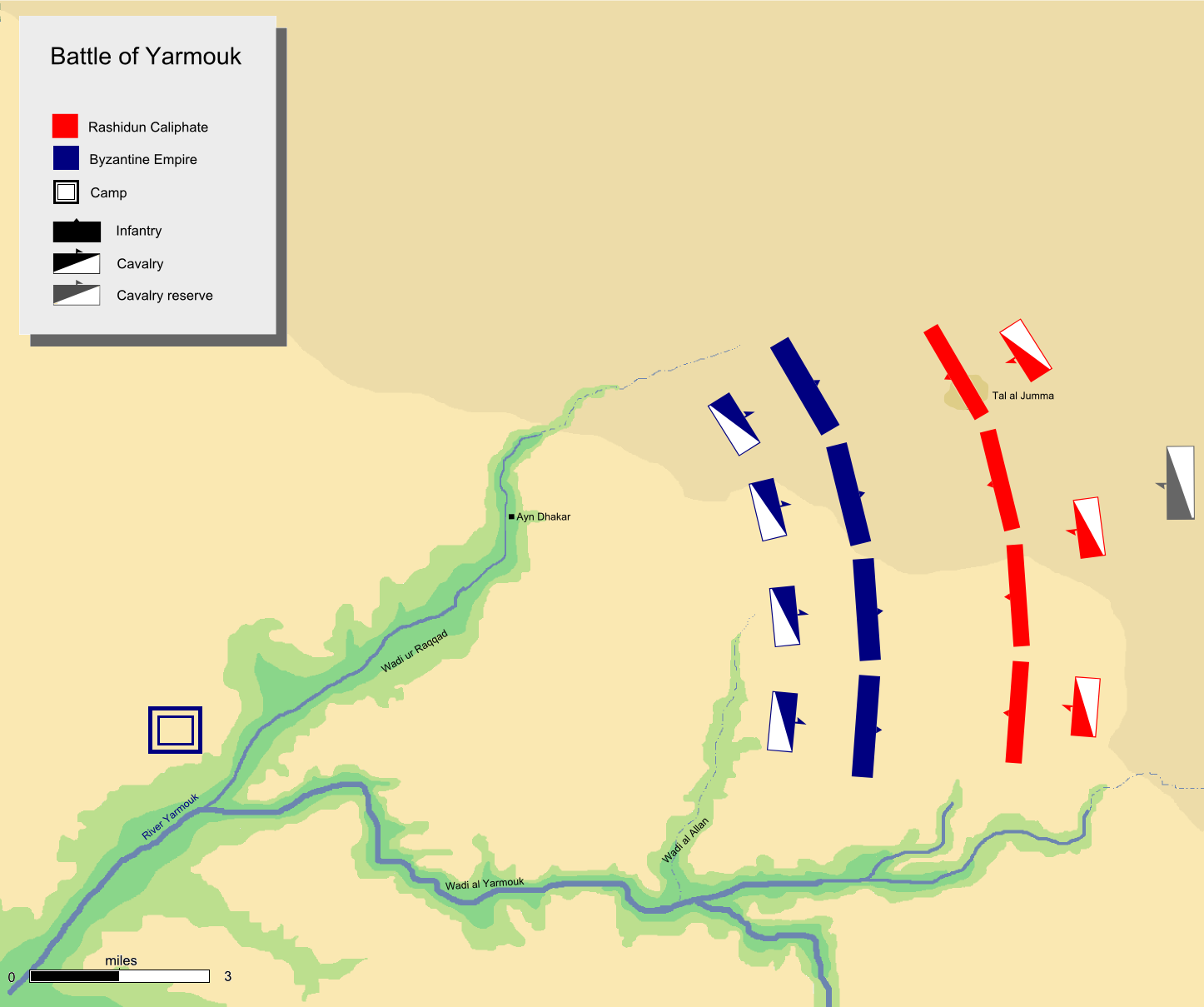
Le déploiement des troupes au début de la bataille.

Pour une bonne compréhension de la bataille, il est nécessaire de différencier les différentes divisions des deux armées. Les lignes de front des Byzantins et des musulmans sont divisées en quatre parties : l'aile gauche, le centre gauche, le centre droit et l'aile droite pour les Byzantins auxquels font face respectivement l'aile droite, le centre droit, le centre gauche et l'aile gauche pour les musulmans.
Vahan a reçu pour ordre de l'empereur de ne pas s'engager dans une bataille tant que l'ensemble des voies diplomatiques n'ont pas été explorées. De ce fait, Vahan envoie Grégoire puis Jabalah pour négocier mais ces efforts restent vains. Avant la bataille, à l'invitation de Vahan, Khalid vient pour négocier la paix. Ces discussions retardent la bataille d'un mois. Parmi les musulmans, le calife Omar, dont les forces à Qadisiyah sont menacés par une confrontation avec les Sassanides, ordonne à Sa`d ibn Abi Waqqas de négocier avec les Perses et envoie des émissaires à Yazdgard III, les invitant apparemment à se convertir à l'Islam. C'est probablement une tactique employée par le calife pour gagner du temps sur le front perse. Dans le même temps, il envoie des renforts de 6 000 hommes à Khalid. Cette force comprend 1 000 Sahaba (les compagnons du Prophète) dont 100 vétérans de la bataille de Badr, la première bataille de l'histoire islamique. 

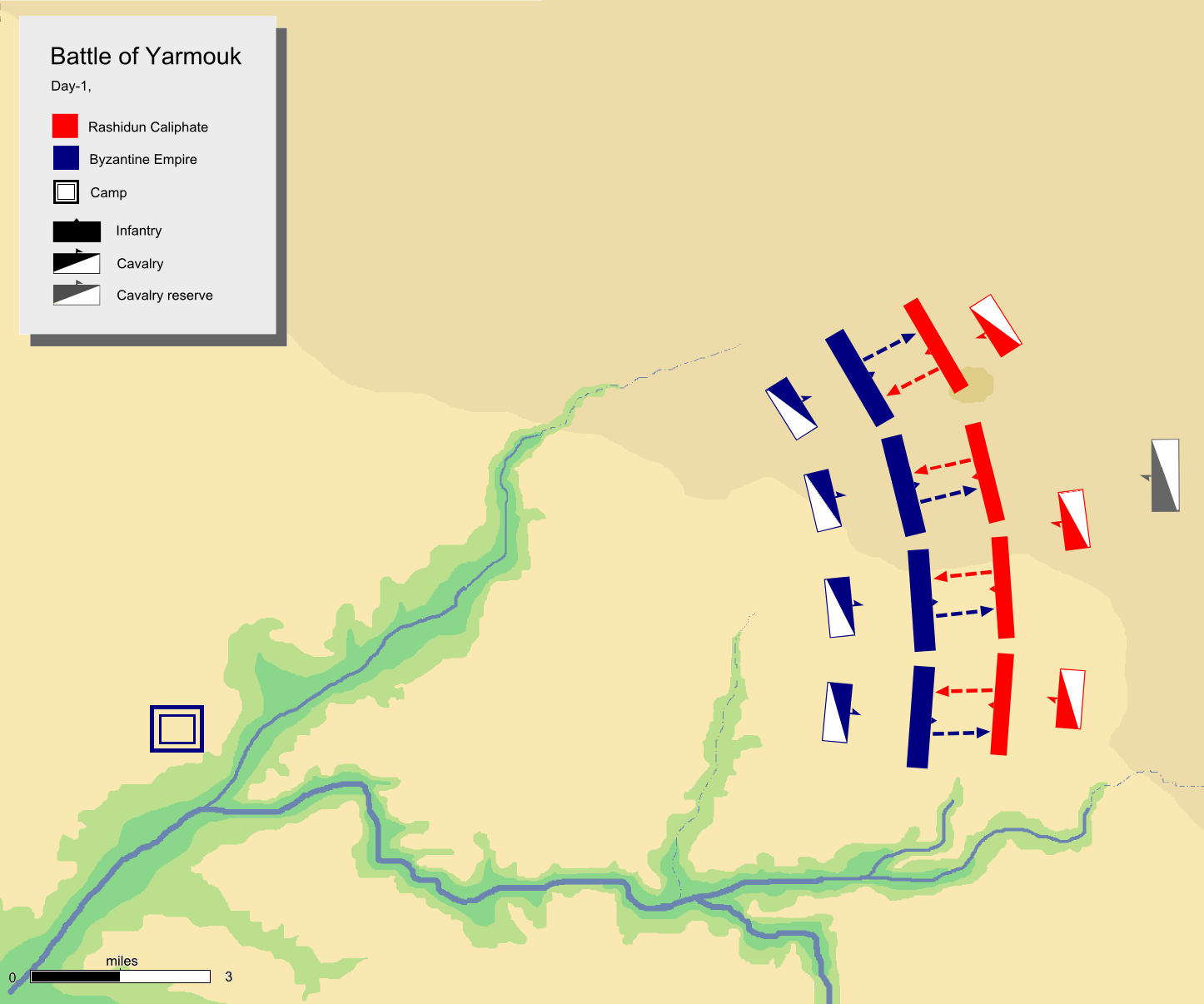
Le premier jour est marqué par des attaques limitées par les Byzantins.

Il semble qu'Omar a pour objectif de battre les Byzantins en premier et déploie ses meilleures troupes contre eux. Le flux continu de renforts musulmans finit par inquiéter les Byzantins qui craignent une montée en puissance adverse. Dès lors, ils se résolvent à passer à l'attaque. Les renforts qui sont envoyés aux musulmans dans la plaine du Yarmouk arrivent par petits groupes, ce qui donne l'impression de flot ininterrompu, pour démoraliser les Byzantins et les contraindre à attaquer. La même tactique est utilisée lors de la bataille de Qadisiyah.

### Jour 1

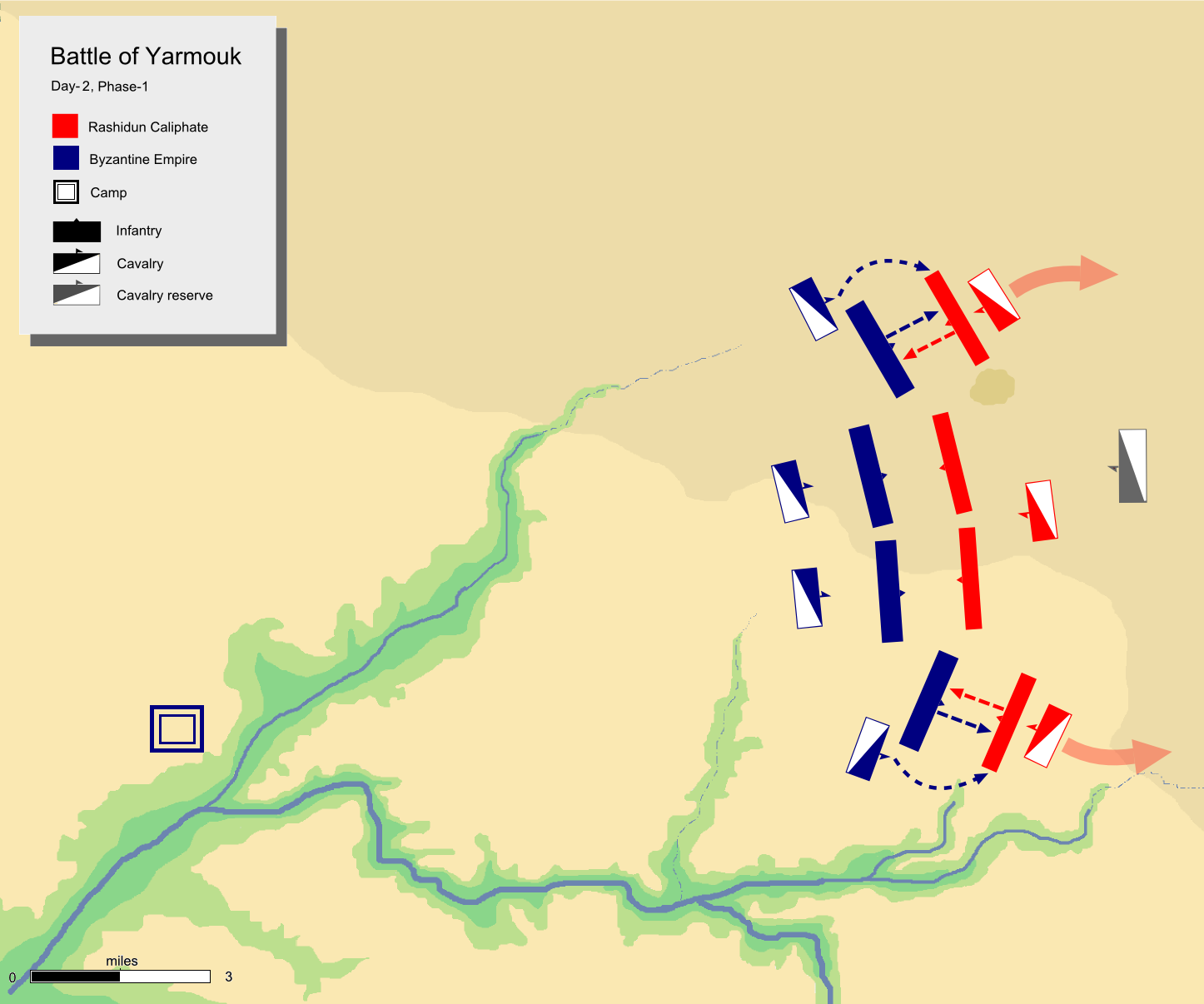
Au début du deuxième jour, les Byzantins parviennent à repousser les ailes musulmanes tout en fixant le centre de l'armée adverse.

La bataille commence le 15 août 636. À l'aube, les deux armées sont alignées pour la bataille à moins de deux kilomètres de distance l'une de l'autre. Selon les chroniques musulmanes, juste avant la bataille, George, le commandant d'une unité du centre droit byzantin, chevauche vers les lignes musulmanes et se convertit à l'islam. Il serait mort le même jour en combattant contre les Byzantins. La bataille commence lorsque les Byzantins envoient leurs champions combattre les Mubarizun musulmans. Ces derniers sont spécifiquement entraînés aux combats à l'épée et à lance pour vaincre le plus d'adversaires possible pour fragiliser le moral adverse. Au milieu de la journée, après avoir perdu plusieurs capitaines dans ces duels, Vahan ordonne une attaque limitée avec un tiers de ses forces d'infanterie pour tester la force et la stratégie de l'armée musulmane. Il compte utiliser sa supériorité numérique et la supériorité de son armement pour percer à l'endroit le plus faible de l'armée musulmane. Toutefois, l'offensive byzantine manque de conviction et beaucoup de soldats sont incapables de maintenir une pression suffisante sur les vétérans adverses. Les combats sont généralement d'intensité modérée avec des oppositions plus féroces à certains endroits. Vahan décide de ne pas renforcer son infanterie engagée et garde les deux tiers en réserve. Finalement, à la fin de la journée, les deux armées se séparent et se retirent dans leurs camps respectifs.

### Jour 2

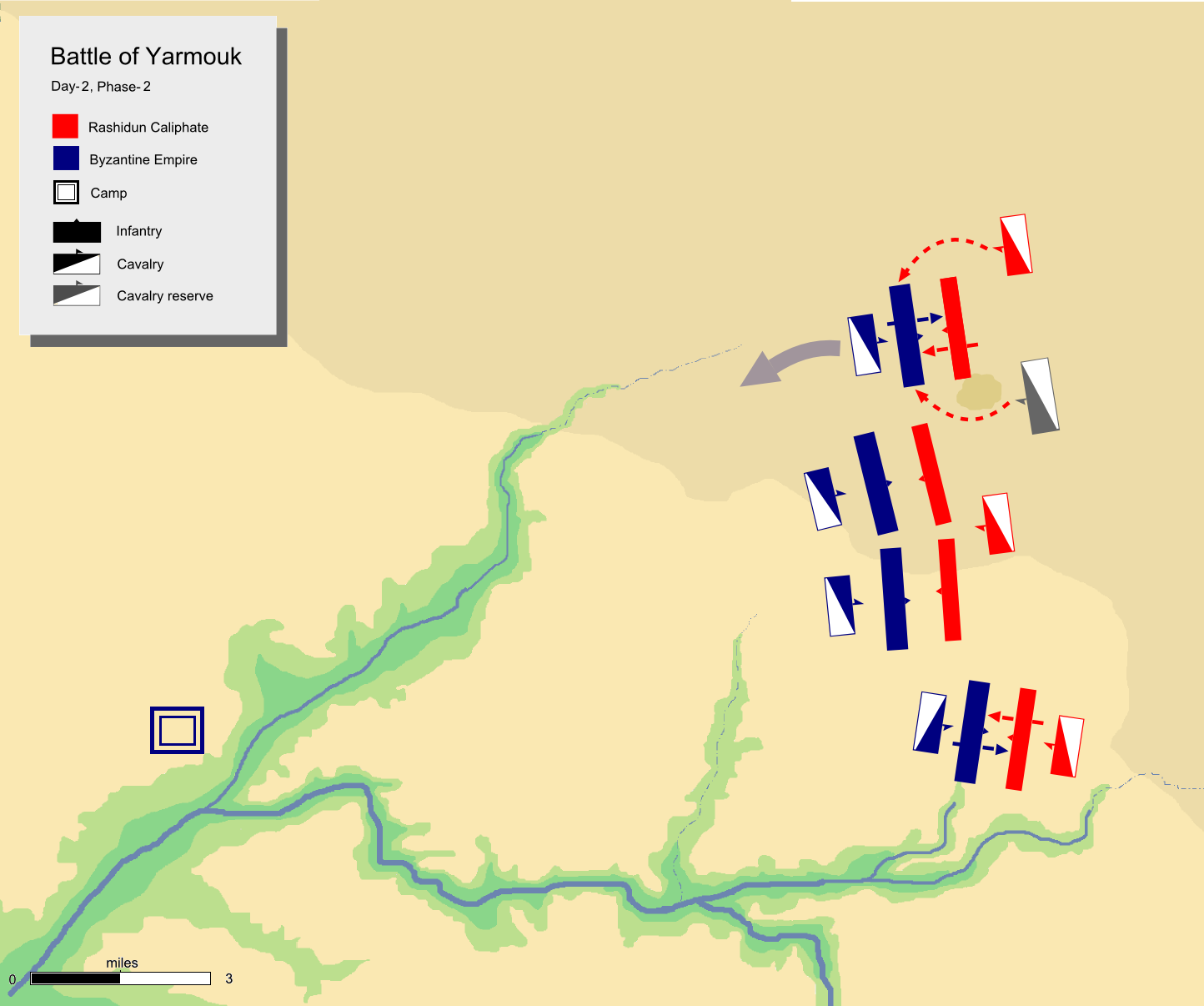
Deuxième phase du deuxième jour. Si les musulmans parviennent à concentrer suffisamment de forces pour soulager leur aile droite, leur flanc gauche est sérieusement enfoncé par les forces byzantines.

#### Phase 1
Le 16 août 636, Vahan décide lors d'un conseil de guerre de lancer l'attaque juste avant l'aube pour surprendre les soldats musulmans alors qu'ils procèdent à leurs prières matinales. Il engage ses deux armées centrales contre le centre musulman pour neutraliser celui-ci. Dans le même temps, les efforts principaux sont concentrés contre les ailes de l'armée musulmane qui doivent être éloignées du champ de bataille ou repoussées vers le centre,. Vahan construit un grand pavillon derrière l'aile droite de son armée pour mieux observer le déroulement des événements. Il ordonne à son armée de se préparer pour une attaque-surprise. Toutefois, à l'insu des Byzantins, Khalid se prépare à une telle offensive en plaçant une puissante ligne avancée devant son armée, pour éviter toute surprise et laisser au reste des forces musulmanes le temps de se préparer. Au centre, les Byzantins n'imposent pas une forte pression, dans le but de fixer le centre de l'armée musulmane pour l'empêcher de soutenir ses ailes. Ainsi, le centre du champ de bataille reste stable tout au long de la journée. Toutefois, sur les ailes, la situation est différente. Qanateer (le commandant de l'aile gauche byzantine constituée de Slaves) attaque en force et l'infanterie de l'aile droite musulmane doit se replier. Amr, le commandant de l'aile droite, ordonne à son régiment de cavalerie de contre-attaquer, ce qui contient l'avancée byzantine et stabilise pour un temps la ligne de front. Toutefois, la supériorité numérique byzantine finit par faire la différence et contraint les musulmans à se replier vers leurs camps.

#### Phase 2

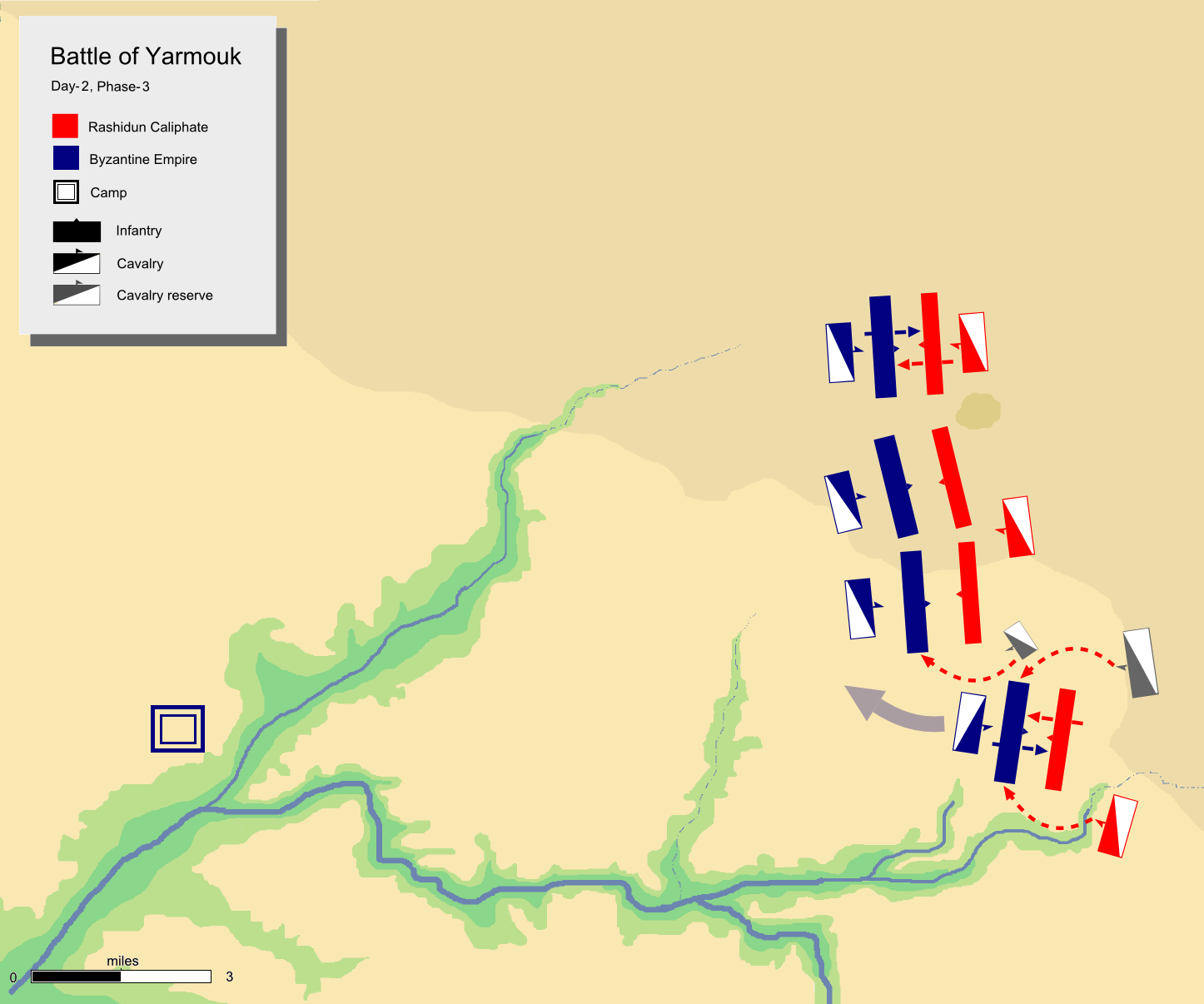
À la fin du deuxième jour, Khalid redéploie sa cavalerie d'élite pour rétablir la situation sur son flanc gauche et repousser les Byzantins sur leurs positions de départ.

Khalid, conscient de la situation sur ses ailes, ordonne à la cavalerie de son aile droite d'attaquer le flanc nord de l'aile gauche byzantine pendant que sa cavalerie d'élite doit attaquer le flanc sud de l'aile gauche byzantine. Enfin, l'infanterie de l'aile droite musulmane doit tenir le front. Cette attaque sur trois fronts contraint l'aile gauche byzantine à se replier et Amr récupère le terrain perdu avant de réorganiser ses troupes. La situation de l'aile gauche musulmane que dirige Yazid est bien plus périlleuse. Pendant que l'aile droite musulmane dispose du soutien de la cavalerie d'élite, l'aile gauche doit combattre les Byzantins qui sont plus nombreux. Dès lors, les positions musulmanes sont submergées et les soldats doivent se replier vers leurs camps. La formation en tortue de l'armée de Grégoire se déplace lentement mais fournit une excellente défense. Yazid utilise son régiment de cavalerie pour contre-attaquer sans succès. En dépit d'une farouche résistance, les hommes du flanc gauche de Yazid finissent par se replier vers leurs campements. À ce moment, le plan de Vahan semble un succès. Le centre de l'armée musulmane est fixé et ne peut soutenir ses ailes. Toutefois, aucun des deux flancs de l'armée musulmane ne cède complètement en dépit des dégâts moraux infligés. L'armée musulmane en retraite rencontre les femmes arabes laissées dans les camps. Dirigées par Hind, elles démontent leurs tentes dont elles se servent des piquets comme des armes pour combattre aux côtés de leurs maris et des autres soldats dont le moral est rehaussé,. À elle seule, Asmaa bint Yazid (ar) parvient à tuer 9 soldats romains. 

#### Phase 3

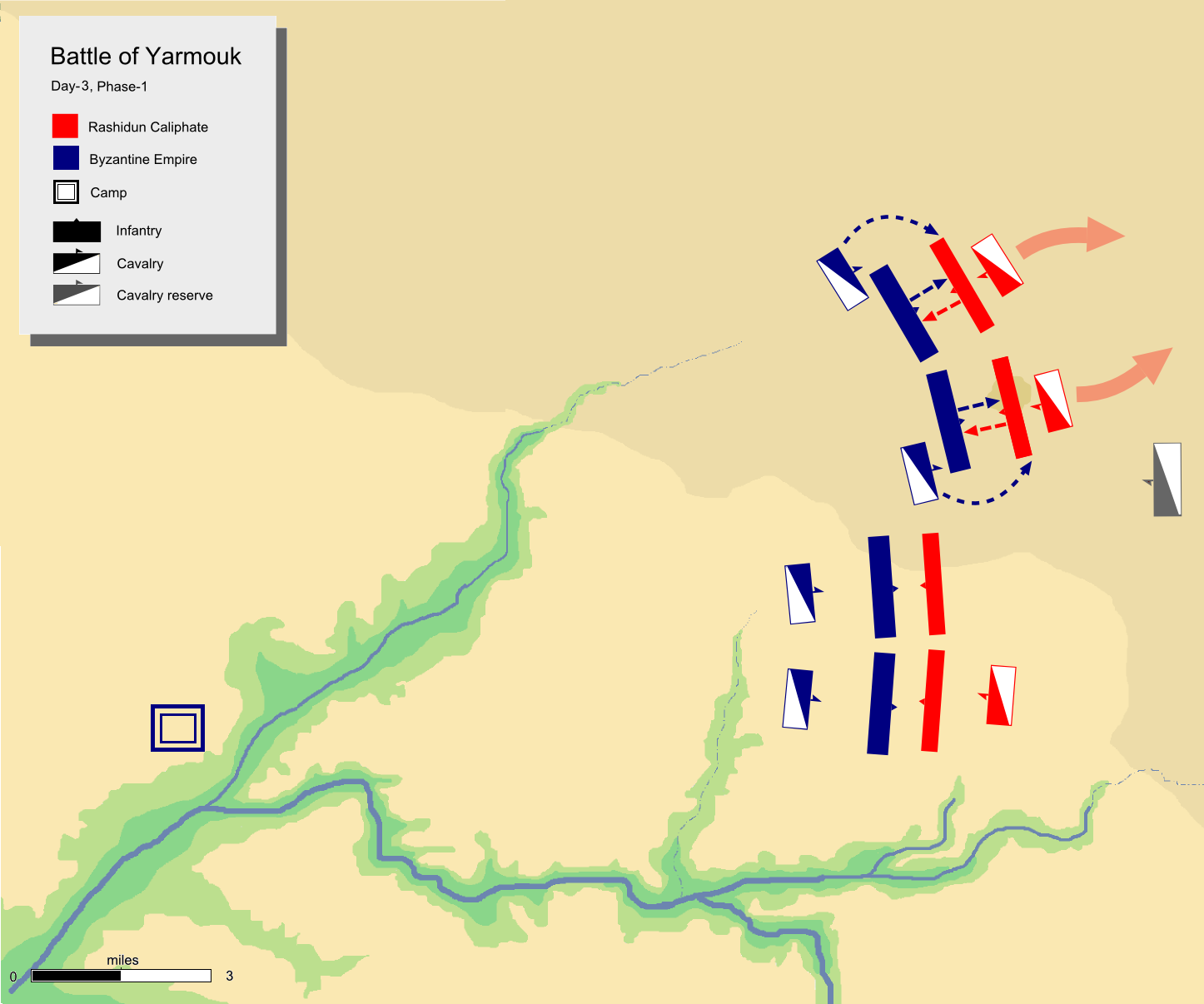
Au début de la troisième journée, l'armée byzantine concentre ses efforts sur la partie droite de l'armée musulmane.

Après être parvenu à stabiliser la position sur le flanc droit, Khalid ordonne à sa cavalerie d'élite de soutenir son aile gauche en difficulté. Il détache un régiment dirigé par Dharar ibn al-Azwar et lui ordonne d'attaquer le front de la force byzantine dirigée par Dairjan (le centre gauche) pour créer une diversion, afin de menacer le repli du centre droit byzantin qui s'est avancé dans les positions musulmanes. Avec le reste de sa cavalerie de réserve, il attaque le flanc de Grégoire. Là encore, confrontés à des attaques de front et sur leurs flancs, les Byzantins doivent battre en retraite tout en maintenant leur formation. Au crépuscule, les deux armées se séparent à nouveau et se retirent vers leurs positions de départ occupées le matin même. La mort de Dairjan et l'échec de Vahan laisse une grande partie de l'armée impériale démoralisée tandis que les contre-attaques fructueuses de Khalid enhardissent les musulmans en dépit de leur infériorité numérique.

### Jour 3
Le 17 août 636, Vahan prend en considération ses échecs et erreurs du jour précédent. Ainsi, lorsqu'il a attaqué les flancs musulmans, ses hommes ont finalement été repoussés malgré des succès initiaux. L'armée byzantine décide alors d'opter pour un plan moins ambitieux. Vahan veut percer l'armée musulmane en des points précis. Il compte faire pression sur le flanc droit relativement exposé de ses adversaires où ses troupes montées peuvent manœuvrer plus librement. En effet, le flanc gauche des musulmans est bordé par un terrain accidenté. Il décide de charger à la jonction entre le centre droit musulman et son aile droite pour les diviser et les combattre séparément.

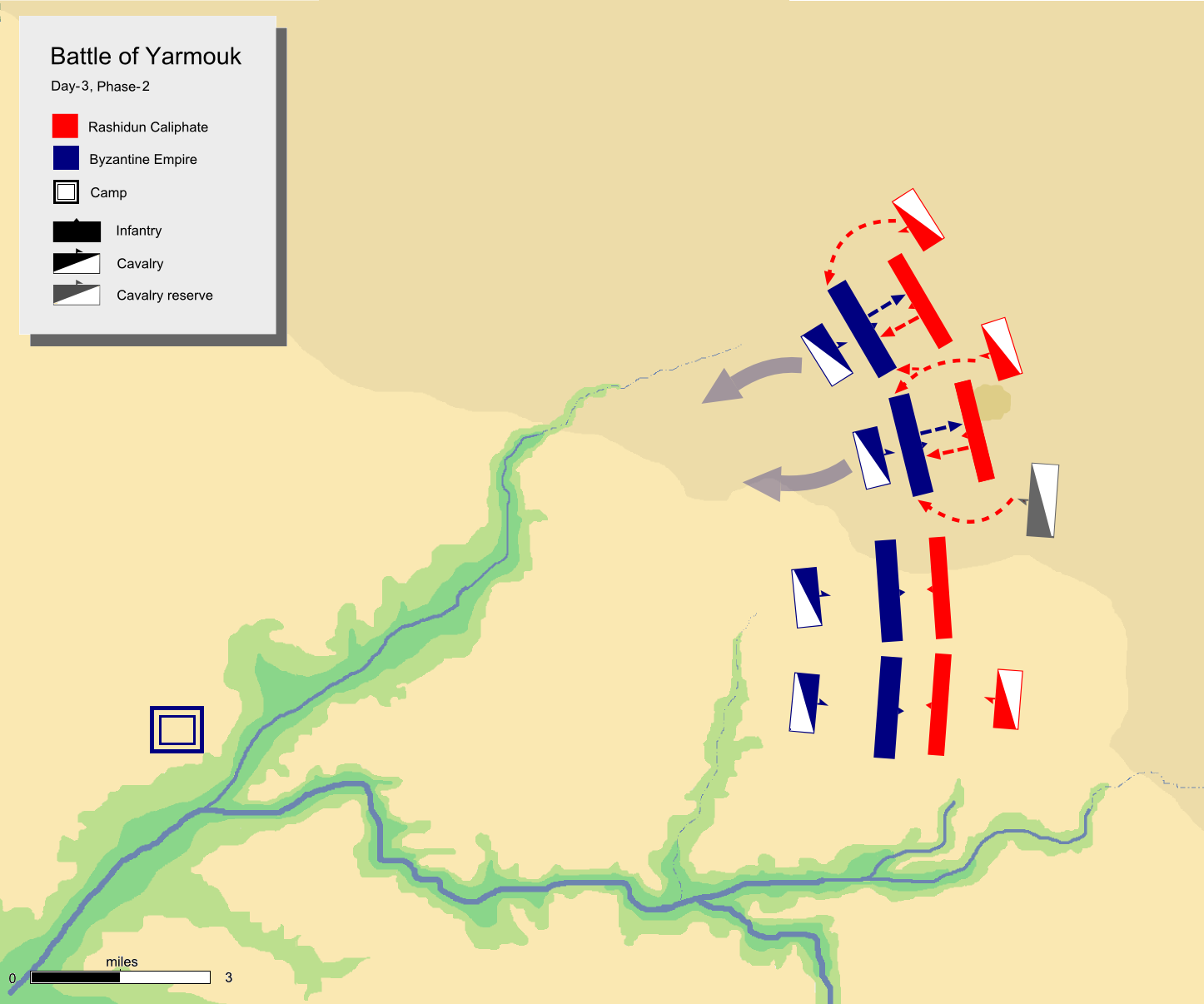
Khalid utilise de nouveau habilement sa cavalerie pour attaquer les Byzantins sur leurs flancs et les repousser.

La bataille reprend avec les attaques byzantines du côté droit de l'armée musulmane. Après avoir soutenu pendant un temps les assauts byzantins, l'aile droite musulmane est contrainte au repli, bientôt suivie par le centre droit. Toutefois, ces deux corps parviennent à se regrouper un peu plus loin et à tenir le terrain pour préparer une contre-attaque. 
Khalid sait que l'armée byzantine se concentre sur son flanc droit. De ce fait, il peut mobiliser sa cavalerie d'élite de ce côté, conjointement avec la cavalerie affectée à l'aile droite. Le général musulman frappe le flanc droit de l'aile gauche byzantine tandis que la cavalerie de réserve du centre droit de l'armée musulmane attaque le flanc gauche du centre gauche byzantin. Dans le même temps, il ordonne à la cavalerie de l'aile droite musulmane de s'attaquer au flanc gauche de l'aile gauche byzantine. Les combats débouchent rapidement sur un bain de sang et les pertes sont lourdes des deux côtés. Les attaques de Khalid, menées au bon moment, parviennent encore à rétablir la situation. Au crépuscule, les Byzantins sont de nouveau repoussés sur les positions qu'ils occupaient le matin même.

### Jour 4

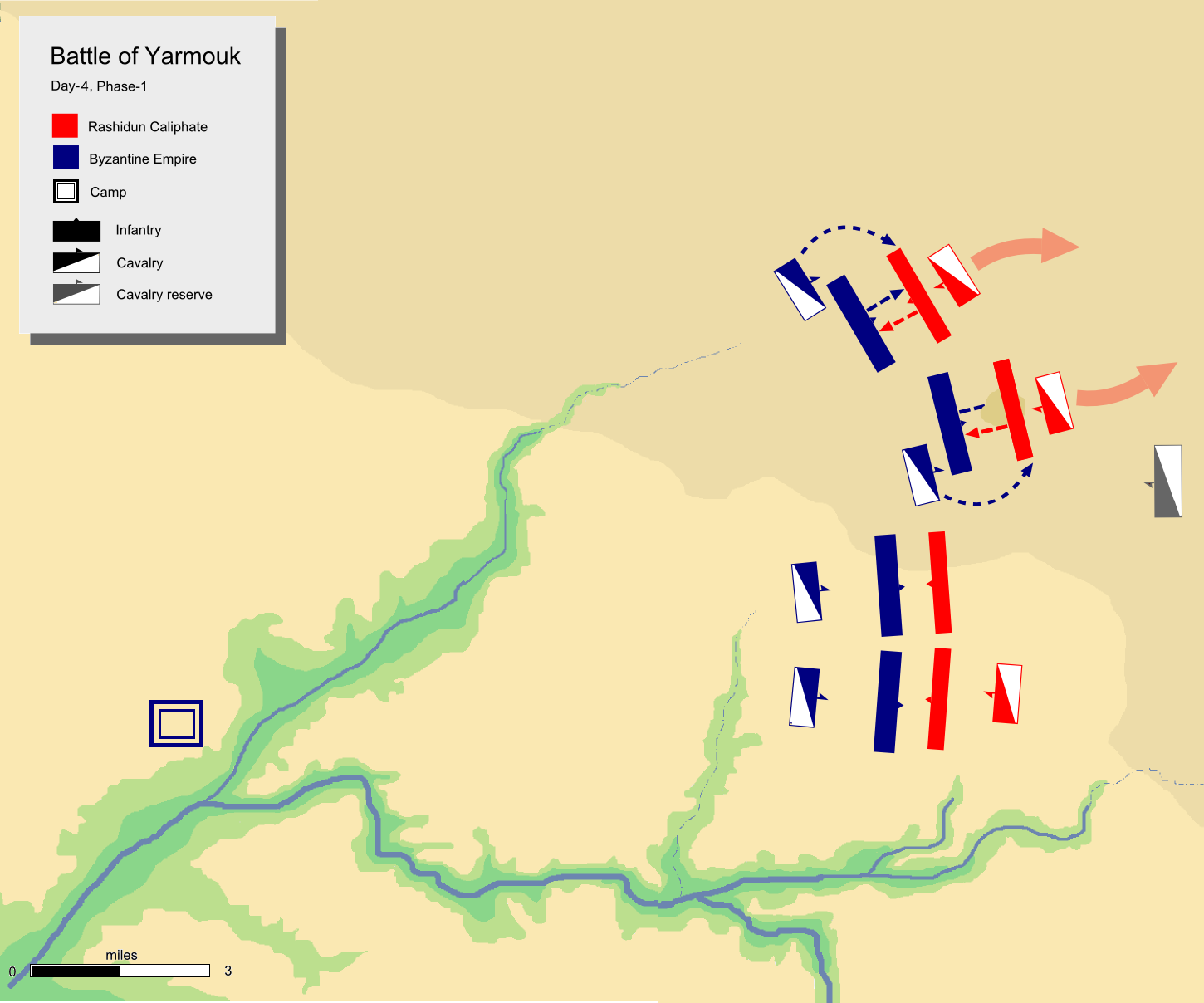
Le quatrième jour, les Byzantins réessaient leur stratégie de la veille en attaquant la droite de l'armée musulmane.

#### Première phase
Vahan décide de poursuivre la stratégie de la veille qui est parvenue à infliger des dommages significatifs à la partie droite de l'armée musulmane. Qanateer dirige les deux armées contre l'aile droite et le centre droit des Musulmans avec le soutien des Arméniens et des Chrétiens arabes commandés par Jabalah. Les forces musulmanes sont de nouveau contraintes à se replier. Khalid intervient dans la bataille par l'envoi de sa cavalerie d'élite. Il craint alors une large offensive sur l'ensemble du front qu'il ne pourrait pas contenir. Par précaution, il ordonne à Abou Ubaidah et Yazid, qui commandent le centre gauche et l'aile gauche, d'attaquer les armées byzantines qui sont face à eux. Cette initiative neutralise le front byzantin et les empêche de mener une offensive générale.

#### Deuxième phase

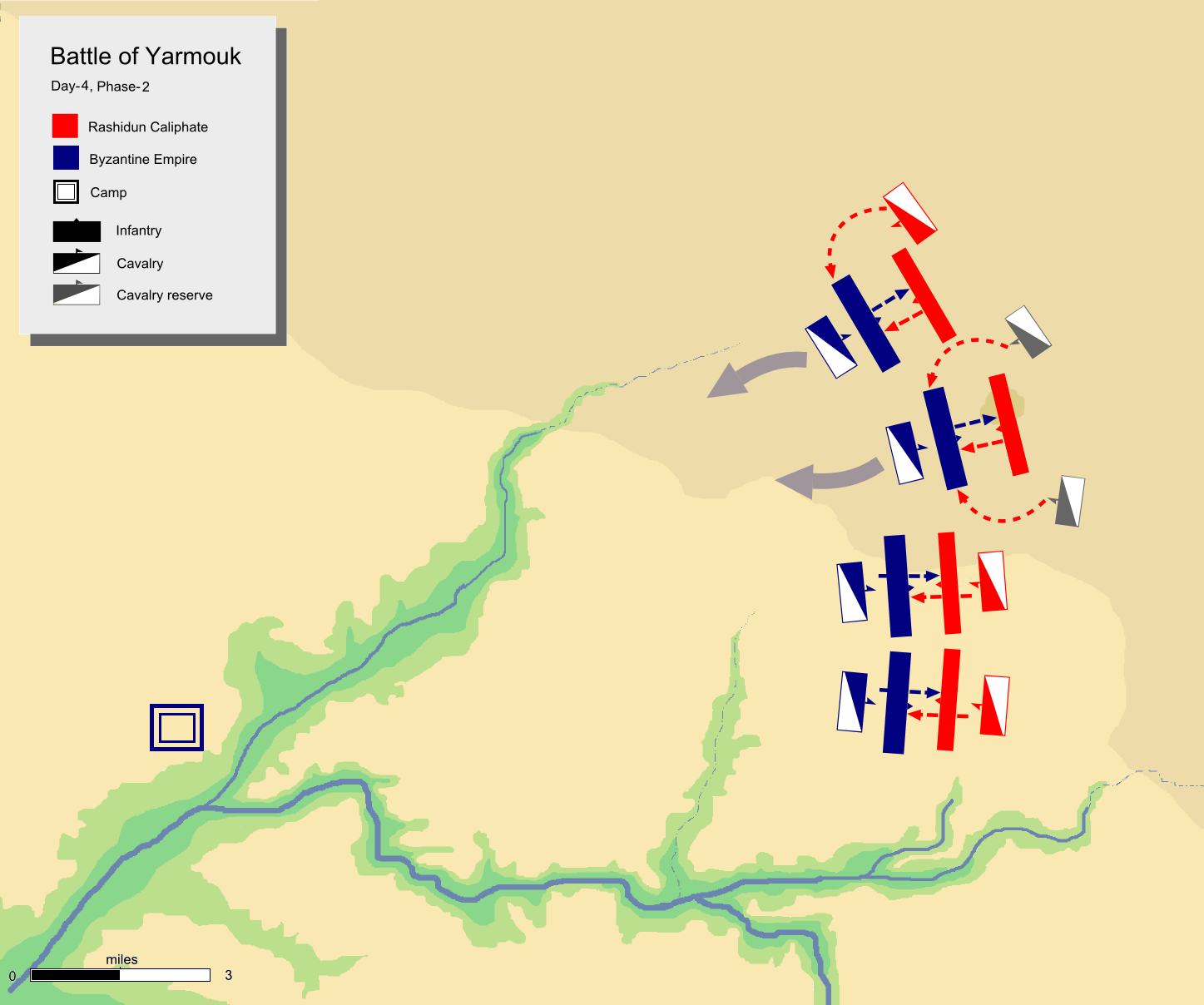
Deuxième phase du quatrième jour : de nouveau le déploiement de cavaliers sur les points clés par Khalid parvient à contenir la poussée byzantine.

Khalid divise sa cavalerie d'élite en deux divisions et attaque les flancs du centre gauche de l'armée byzantine tandis que l'infanterie musulmane positionnée au centre droit doit l'attaquer de front. De nouveau, les Byzantins font face à une attaque sur trois côtés et doivent battre en retraite. Dans le même temps, l'aile droite musulmane repart à l'assaut avec son infanterie qui attaque de front et sa cavalerie de réserve attaque le flanc nord de l'aile gauche byzantine. Du fait que le centre gauche de l'armée byzantine bat en retraite, l'aile gauche byzantine se retrouve exposée sur son flanc sud et doit aussi se retirer.
Pendant que Khalid et sa cavalerie d'élite font face au front arménien tout au long de l'après-midi, la situation de l'autre côté du front (l'aile gauche musulmane) se détériore. Les archers à cheval byzantins sont entrés en action et soumettent les troupes de Abou Ubaidah et Yazid à de nombreux tirs, ce qui les empêche de pénétrer les lignes byzantines. De nombreux soldats musulmans sont éborgnés ou aveuglés par les flèches byzantines dans ce qui est appelé le « Jour des yeux perdus ». Les musulmans sont contraints de se replier à l'exception d'un régiment commandé par Ikrimah bin Abi Jahal situé sur la gauche des troupes d'Abou Ubaidah. Irkimah couvre la retraite des musulmans avec quatre cents cavaliers en attaquant le front byzantin tandis que le reste des troupes se regroupent pour contre-attaquer et récupérer le terrain perdu. Tous les hommes d'Ikrimah périssent ou sont blessés lors de cette journée et Ikrimah lui-même est sérieusement blessé lors des combats avant de mourir dans la soirée.

### Jour 5

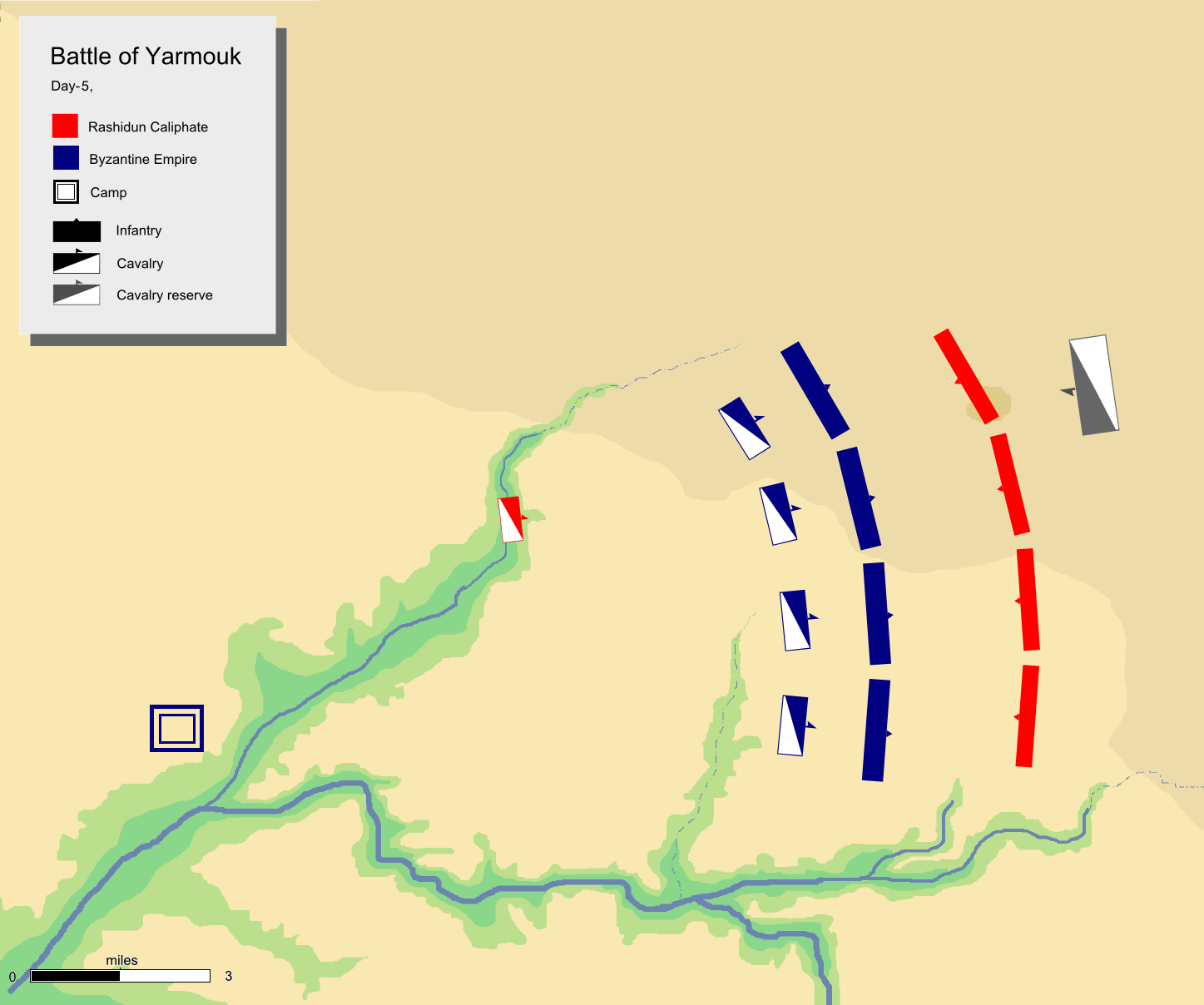
Le cinquième jour, Khalid rassemble sa cavalerie et envoie un escadron barrer une voie de repli sur les arrières byzantins.

Au cours des quatre jours de combats, les troupes byzantines ne sont pas parvenues à faire la moindre percée et ont subi de lourdes pertes, notamment du fait des contre-attaques sur les flancs menées par la cavalerie d'élite musulmane. Dans la matinée du 19 août, Vahan envoie un émissaire au camp musulman pour demander une trêve pour les prochains jours de manière à pouvoir mener des négociations. Il est probable qu'il veuille gagner du temps pour réorganiser ses troupes démoralisées. Toutefois, Khalid a conscience que la victoire est proche et il décline l'offre. Jusqu'à maintenant, l'armée musulmane a surtout adopté une stratégie défensive mais désormais, le général musulman sait que l'armée byzantine n'est plus apte au combat. De ce fait, il décide de passer à l'attaque et réorganise ses troupes en conséquence. Tous les régiments de cavalerie sont regroupés en une puissante force montée et la force d'élite est son élément principal. Cette troupe de cavalerie atteint 8 000 hommes. Durant le reste de la journée, aucun événement majeur ne se déroule. Khalid prévoit de piéger les Byzantins en coupant leur route de repli. Trois barrières naturelles sont présentes que sont les gorges de Wadi-ur-Ruqqad à l'est, Wadi al Yarmouk au Sud et Wadi al Allah à l'est. La route septentrionale doit être bloquée par la cavalerie musulmane. Toutefois, il existe quelques passages à travers les ravins de Wadi-ur-Ruqqad à l'ouest, profonds de deux cents mètres. La plus importante stratégiquement est celle de Ayn al Dhakar qui est un pont. Par conséquent, Khalid envoie Dharar avec cinq cents cavaliers pour assurer la maîtrise de ce point de passage. Dharar contourne l'armée adverse par le nord et parvient à s'emparer du pont sans difficulté. Cette manœuvre s'avère décisive pour les éléments à venir.

### Jour 6

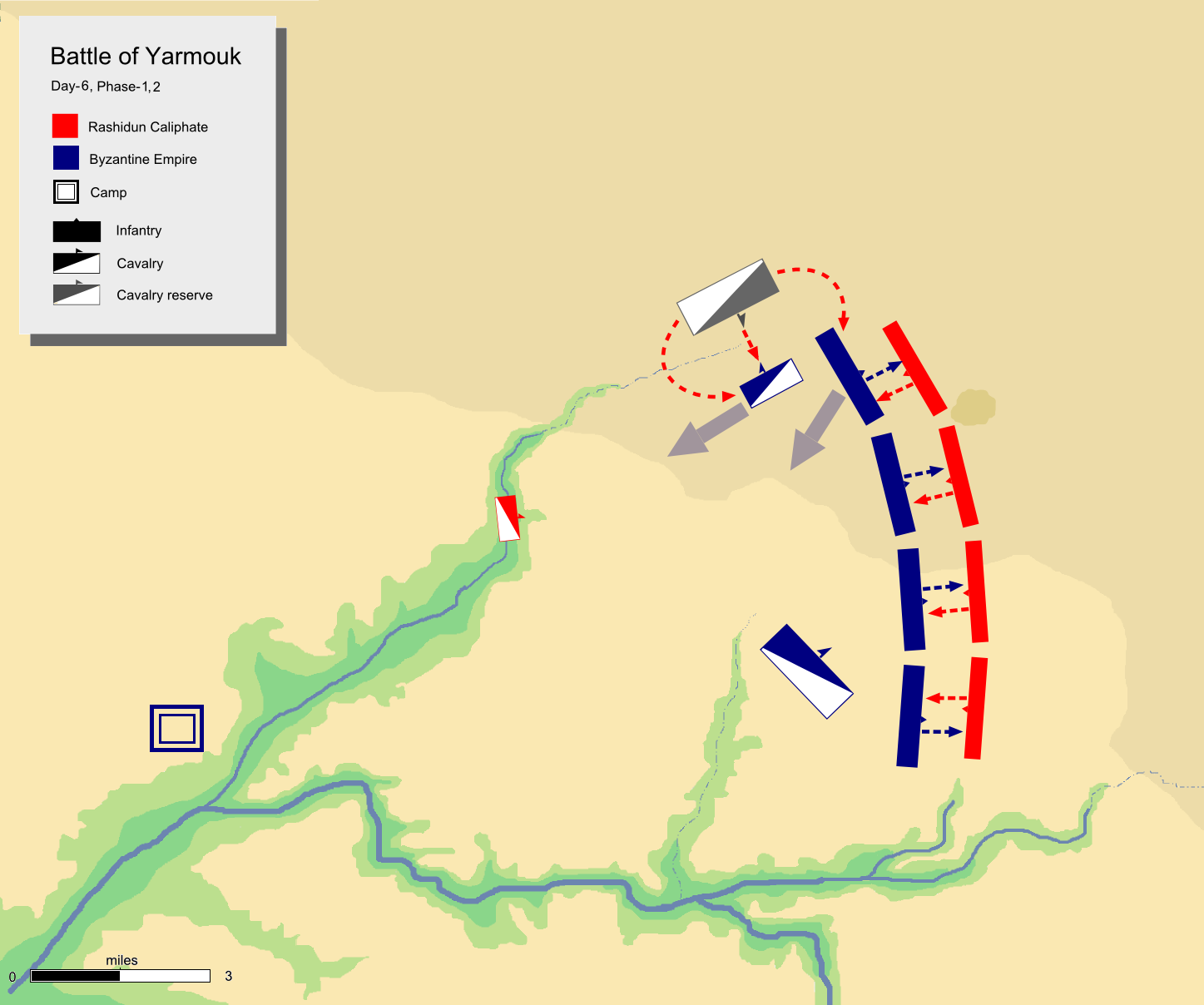
Au début du sixième jour, la cavalerie musulmane regroupée entame un mouvement tournant sur la gauche de l'armée byzantine.

Le 20 août 636, le dernier jour de la bataille, Khalid met en œuvre un plan simple mais audacieux. Avec son importante force de cavalerie, il compte repousser la cavalerie byzantine du champ de bataille de manière  que l'infanterie, qui forme le cœur de l'armée byzantine, se retrouve privée du soutien de sa cavalerie et soit exposée à des attaques sur ses flancs et ses arrières. Au même moment, il prévoit de mener une attaque pour tourner le flanc gauche de l'armée byzantine et de la forcer à se diriger vers les ravins situés à l'ouest.

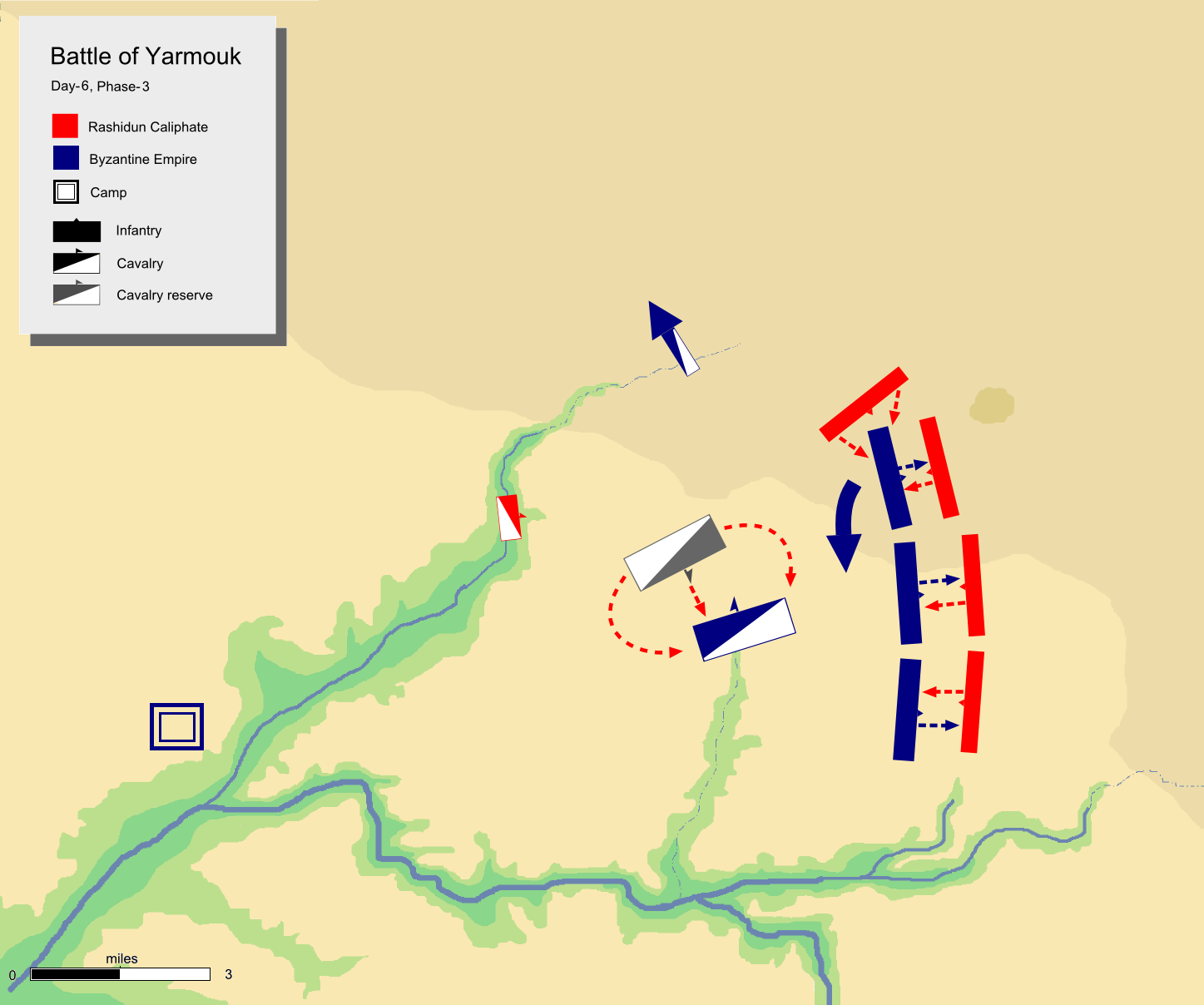
Lors de la deuxième phase de la sixième journée, la cavalerie musulmane disperse la cavalerie byzantine.

Khalid ordonne une offensive générale contre le front byzantin et envoie sa cavalerie contourner l'aile gauche adverse. Une partie de ses troupes montées affronte la cavalerie de l'aile gauche byzantine tandis que l'autre s'attaque à l'arrière de l'infanterie de l'aile gauche. Dans le même temps, l'aile droite musulmane attaque de front. Face à cette attaque en tenaille, l'aile gauche byzantine s'effondre et se replie vers le centre gauche, ce qui désorganise ce corps d'armée. Le reste de la cavalerie musulmane attaque alors la cavalerie de l'aile gauche byzantine par l'arrière alors même que les Byzantins sont déjà opposés frontalement à la moitié de la cavalerie musulmane. De ce fait, ils sont mis en déroute et s'enfuient vers le nord. L'infanterie de l'aile droite musulmane s'attaque ensuite au flanc gauche du centre gauche byzantin tandis que le centre droit musulman l'attaque de front.

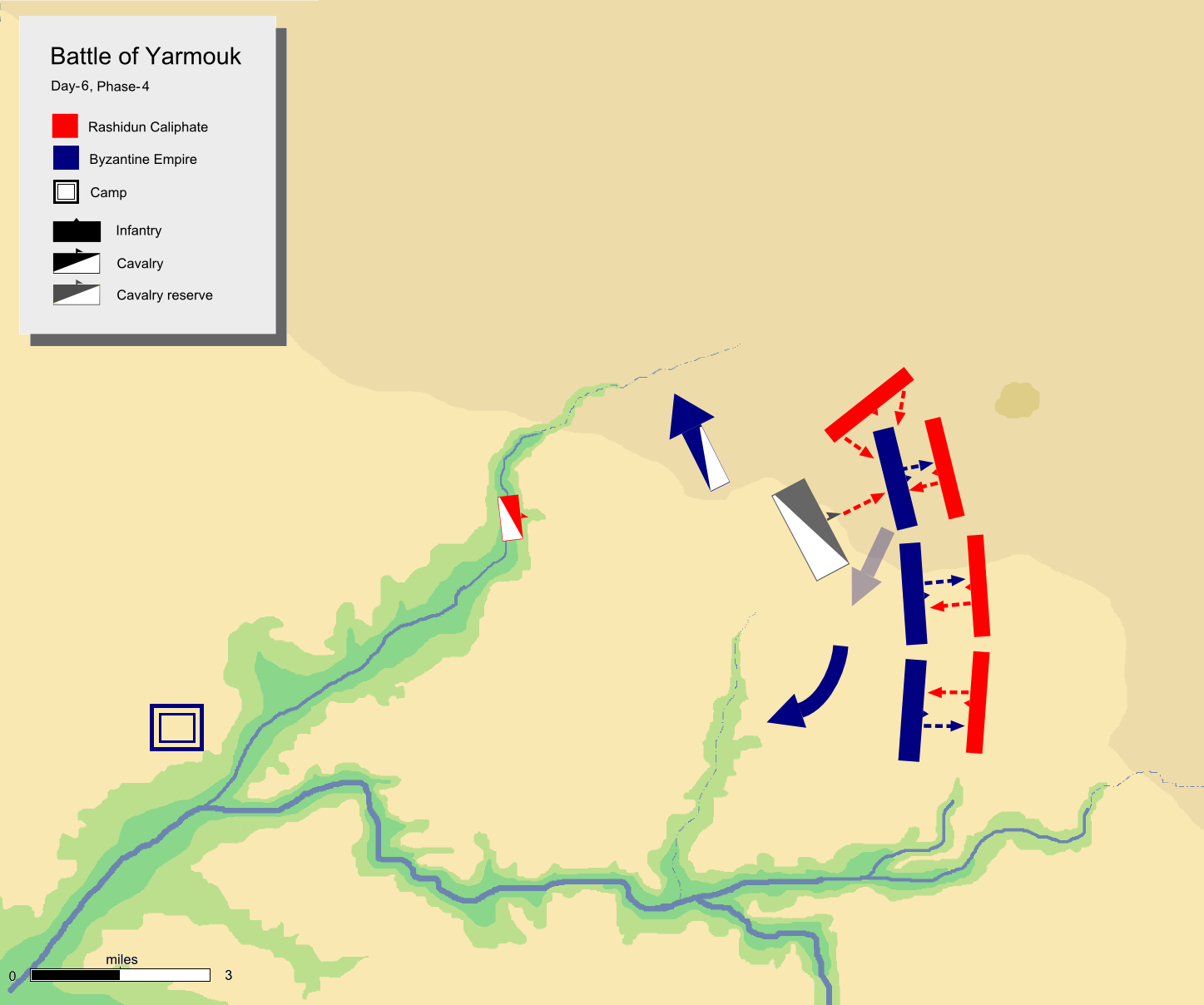
Phase 3 du sixième jour : l'infanterie byzantine combat seule l'armée musulmane.

Vahan s'aperçoit du large regroupement de la cavalerie musulmane et il ordonne à la sienne de se rassembler mais n'est pas assez rapide. Avant qu'il ne parvienne à organiser ses escadrons de cavalerie lourde dispersés, Khalid a lancé ses troupes contre le reste de la cavalerie byzantine, l'attaquant sur les flancs et de front alors qu'elle est encore en cours de formation. Désorganisée et désorientée, la cavalerie lourde est rapidement mise en déroute, dispersée vers le nord, laissant l'infanterie à son sort.

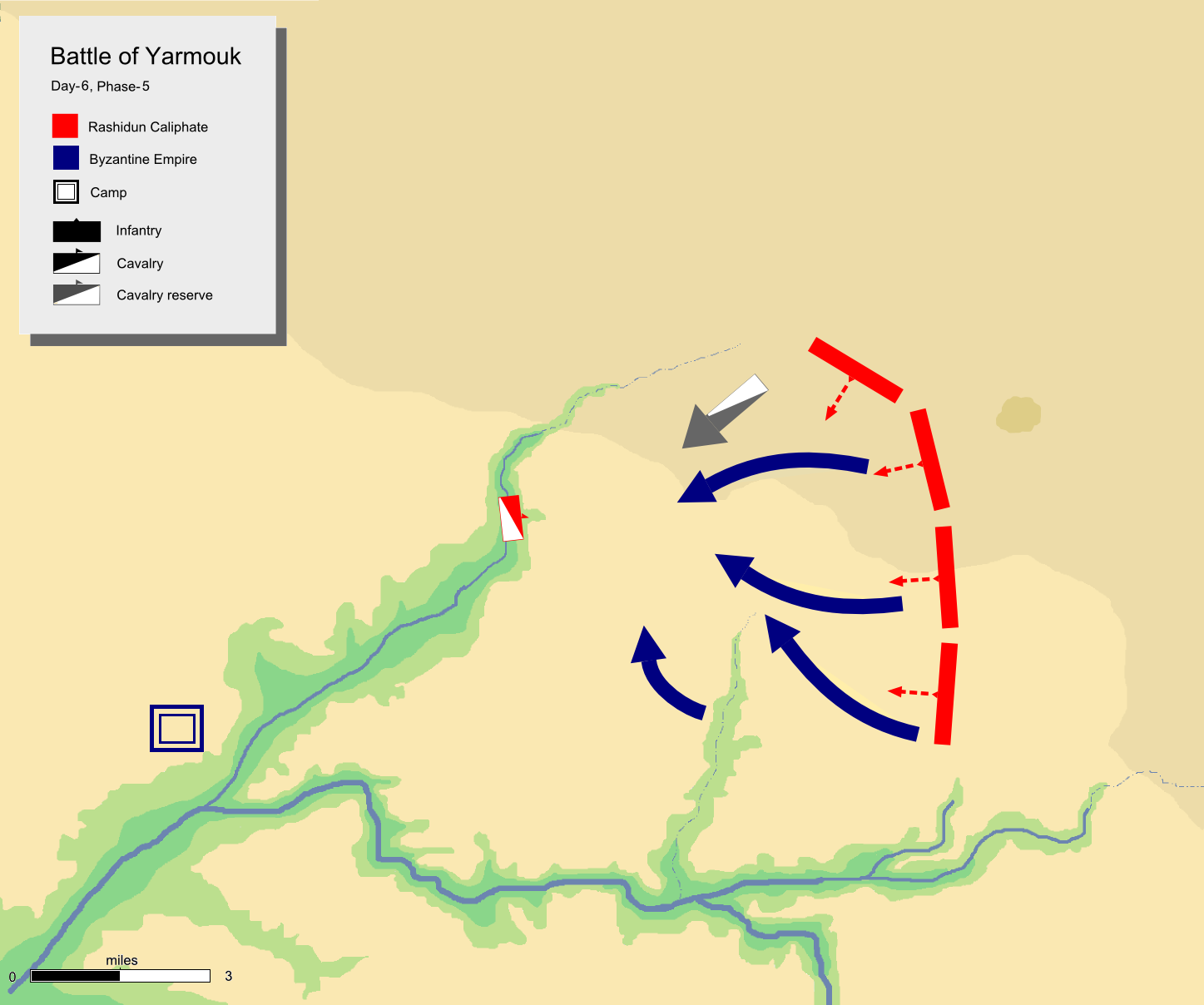
Fin de la bataille et déroute byzantine.

Une fois la cavalerie byzantine mise en déroute, Khalid se retourne contre le centre gauche byzantin qui fait déjà face à une attaque sur deux fronts de l'infanterie musulmane. Il doit en plus subir une attaque sur ses arrières de la cavalerie de Khalid qui finit par le briser.
Avec la retraite du centre gauche byzantin, c'est un repli de l'ensemble de l'armée byzantine qui s'amorce. Khalid envoie sa cavalerie bloquer la voie de repli au nord. Les Byzantins se dirigent alors vers l'ouest et Wadi-ar-Ruqqad où se situe le pont tenu par Dharar qui permet un passage sûr. C'est là que l'intuition de Khalid prend son sens car il désire que les Byzantins se dirigent vers cette position. Dès lors, ils sont bientôt encerclés par les troupes adverses. Certains tombent dans les ravins avoisinants, d'autres tentent de traverser les rivières alentour dont l'accès est difficile et d'autres encore sont tués lors de leur fuite. Néanmoins, un nombre substantiel de soldats parvient à échapper au massacre. Les musulmans ne font aucun prisonnier durant la bataille même si certains Byzantins ont pu être capturés lors de la poursuite qui s'ensuit. Théodore Trythirius périt lors de la bataille tandis que Nicétas parvient à rejoindre Emèse. Jabalah parvient aussi à s'échapper avant de parvenir à un accord avec les musulmans puis de revenir dans le camp byzantin de nouveau.

## Conséquences

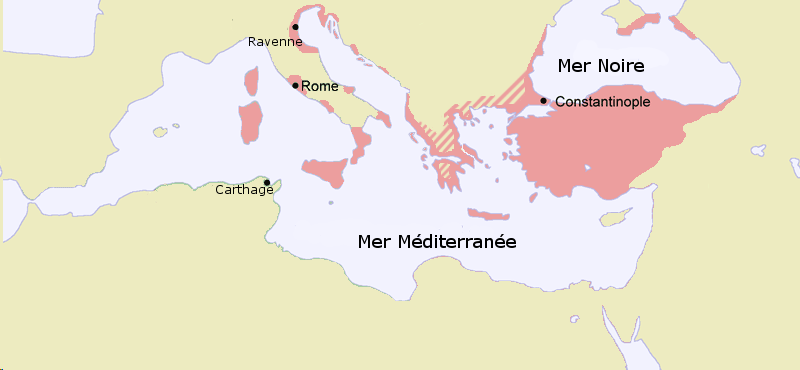
L'Empire byzantin en 717, au moment du siège de Constantinople qui marque la fin de la poussée musulmane. L'Empire a perdu tous ses territoires au Proche-Orient ainsi que l'Égypte et la Tunisie.

Immédiatement après la fin de la bataille, Khalid et sa cavalerie d'élite se dirigent vers le nord pour poursuivre les soldats byzantins qui se replient. Ils les rattrapent près de Damas et les attaquent. Dans les combats qui s'ensuivent, le commandant en chef de l'armée impériale, le prince arménien Vahan qui a échappé au sort de beaucoup de ses hommes lors de la bataille est tué. Khalid peut ensuite entrer dans Damas où il aurait été bien accueilli par les habitants.
Quand il apprend la nouvelle de cette défaite désastreuse, l'empereur Héraclius est dévasté et furieux. Il prend la responsabilité de cet échec en considérant qu'il s'agit d'une punition pour ses erreurs, notamment son mariage incestueux avec sa nièce Martina. Il aurait pu essayer de reconquérir les territoires perdus s'il en avait les moyens mais il n'a plus à sa disposition ni les effectifs ni les finances nécessaires. De ce fait, il se retire dans la cathédrale d'Antioche. Il y rassemble ses conseillers pour analyser la situation. L'avis unanime est que la défaite est une décision divine et le résultat des péchés du peuple, incluant l'empereur. Héraclius décide ensuite de rejoindre Constantinople par la mer dans la nuit. Selon certaines sources, au moment où son navire aurait appareillé, il aurait exprimé un dernier adieu à la Syrie.
Héraclius quitte la Syrie avec la relique sacrée de la Vraie Croix qui est, avec d'autres reliques conservées à Jérusalem, discrètement placée sur le navire pour la protéger des invasions arabes. Après avoir quitté la Syrie, l'empereur commence à concentrer ses forces restantes pour la défense de l'Anatolie et de l'Égypte. L'Arménie byzantine tombe aux mains des musulmans en 638-639 après qu'Héraclius a créé une zone tampon en Anatolie centrale en ordonnant l'évacuation de tous les forts situés à l'est de Tarse. La défaite du Yarmouk permet aux musulmans de s'emparer de la Syrie et de la Palestine. Cette chute rapide de ces provinces romaines depuis plusieurs siècles est encore incomplètement expliquée. La longueur de la guerre entre les Byzantins et les Sassanides de 602 et 628 et l'ampleur des destructions opérées a fragilisé ces deux empires alors même que la capacité de mobilisation militaire de l'Empire byzantin s'est réduite depuis le règne de Justinien. Ainsi, l'Empire sassanide s'effondre rapidement, miné par les guerres civiles et incapable de faire face aux musulmans. Selon George Liska, « ce conflit byzantino-perse inutilement prolongé ouvrit la voie à l’Islam ». Pour autant, si les deux empires sont fragilisés, l'Empire byzantin est encore en mesure de mobiliser des armées de grande taille, comme en témoigne sa supériorité numérique lors de la bataille du Yarmouk. Une autre conséquence de la guerre byzantino-perse a été l'appauvrissement profond du Levant byzantin, du fait de l'occupation perse. En outre, l'autorité byzantine sur ces régions est fragilisée, d'autant que les querelles religieuses avec les monophysites contribue à favoriser un climat de méfiance de la population locale face à Constantinople. Or, le régime de la cohabitation religieuse instauré par les musulmans, s'il entraîne des contraintes (statut de la dhimmitude), a pu apparaître comme un moindre mal. Le déclin de la population grecque dans la région est aussi un facteur aggravant de la perte de contrôle des Byzantins, tandis que des populations arabes de plus en plus nombreuses s'y installent. C'est donc un ensemble de facteurs (appauvrissement de l'Empire byzantin, erreurs stratégiques, perte d'autorité sur les populations locales) qui conduit à la perte de ces provinces. 
À plus long terme, la conquête musulmane de la Syrie et de la Palestine isole l'Égypte byzantine qui est rapidement conquise après la bataille d'Héliopolis en 640. Là encore, les efforts byzantins pour rétablir leur autorité sur cette province sont limités. Il en est de même après la conquête de l'exarchat de Carthage qui correspond à l'actuelle Tunisie (prise de Carthage en 698). En Anatolie, la progression musulmane est finalement arrêtée par les deux échecs successifs devant Constantinople, lors du siège de 674 à 678 et surtout lors du siège de 717-718. Par la suite, le front se stabilise autour des monts du Taurus et de l'Anti-Taurus et c'est seulement au Xe siècle que les Byzantins parviennent de nouveau à pénétrer en Syrie du Nord et à contrôler les territoires autour d'Antioche. De ce fait, la bataille du Yarmouk entraîne un repli généralisé des forces byzantines sur un espace territorial plus réduit, d'autant que l'Empire est confronté en Europe à des menaces dans les Balkans avec les invasions slaves qui l'obligent aussi sur ce front à maintenir une posture défensive.

## Analyses
La bataille du Yarmouk est un exemple de l'histoire militaire où une force inférieure en nombre parvient à l'emporter.
Les commandants de l'armée byzantine ont laissé leurs adversaires choisir le champ de bataille, pour autant, au début de la bataille, ils ne sont pas encore en situation d'infériorité tactique. Khalid est conscient tout au long des combats de son infériorité numérique. De ce fait, sauf lors du dernier jour, il mène une bataille essentiellement défensive adaptée à ses ressources relativement limitées. Quand il décide de passer à l'offensive, il fait preuve d'imagination, de lucidité et de courage, à la différence des généraux byzantins. En effet, malgré son infériorité numérique et la nécessité d'utiliser tous les hommes dont il dispose, il n'hésite pas à déployer un régiment de cavalerie la nuit avant l'assaut pour bloquer une voie de retraite dont il a repéré qu'elle pourrait servir aux Byzantins.

La victoire décisive du Yarmouk permet aux musulmans de s'étendre ensuite en Égypte et vers l'ensemble de l'Afrique du Nord tandis que les Byzantins se replient en Anatolie.

Du fait de ses qualités de général, Khalid ibn al-Walid est considéré comme l'un des meilleurs chefs militaires de l'histoire. Son utilisation de la cavalerie tout au long de la bataille démontre sa très bonne compréhension des forces et des faiblesses de ses troupes montées. Sa cavalerie d'élite se déplace rapidement d'un point à un autre, ce qui lui permet de changer le cours de la situation où qu'elle intervienne. A contrario, les généraux byzantins pourraient avoir sous-estimé cette mobilité.
Vahan et ses généraux ne parviennent pas à faire face aux cavaliers musulmans et à utiliser efficacement leur supériorité numérique. La cavalerie byzantine ne joue aucun rôle significatif au cours de la bataille et elle est maintenue en tant que réserve statique lors de la majorité du temps que durent les six jours de combats. Quand elle semble parvenir à une percée significative le quatrième jour, les généraux byzantins sont incapables de l'exploiter. En définitive, c'est un manque de détermination qui transparaît parmi eux, qui pourrait être causé par les difficultés à diriger l'armée en raison de l'existence de tensions internes. Les différents généraux semblent agir indépendamment les uns des autres et les différents corps d'armées ne se coordonnent qu'imparfaitement tout au long de la bataille. John Haldon considère ainsi la bataille comme une succession d'accrochages et d'affrontements à différents points du front sans réelle cohérence d'ensemble, en tout cas du côté byzantin. En outre, beaucoup des auxiliaires arabes de l'armée byzantine sont des soldats mobilisés pour l'occasion, qui connaissent mal leur adversaire et ses pratiques, tandis que l'armée musulmane comprend pour une large part des vétérans.
La stratégie d'Héraclius consistant à détruire les troupes musulmanes en Syrie nécessite un déploiement rapide mais les généraux sur le terrain n'y parviennent pas. Sur le champ de bataille, Khalid mène sur une plus petite échelle ce qu'Héraclius désire mener à grande échelle. En effet, le général musulman déploie et utilise avec rapidité ses troupes, pour concentrer temporairement un nombre suffisant de soldats à des endroits spécifiques du champ de bataille pour vaincre l'armée byzantine. Vahan n'a jamais été en mesure de profiter de sa supériorité numérique, ce qui est peut-être dû à la nature défavorable du terrain qui empêche un vaste déploiement. Toutefois, le général byzantin n'a jamais essayé de concentrer un nombre suffisant de soldats pour réaliser une percée décisive. Alors même que l'armée byzantine est à l'offensive cinq jours sur six, sa ligne de front reste étonnamment statique. Cette situation contraste fortement avec le succès de l'attaque que Khalid mène le dernier jour, lorsqu'il réorganise l'ensemble de sa cavalerie et l'engage dans une grande manœuvre qui débouche sur la victoire. Dans son ouvrage Islam at war (L'Islam en guerre), George F. Nafziger décrit en ces termes cette bataille :
« Bien que Yarmouk est peu connue aujourd’hui, c'est l'une des batailles les plus décisives de l'histoire de l'humanité. Si les forces d'Héraclius l'avaient emporté, le monde moderne pourrait bien être si différent qu'il n'en serait pas reconnaissable. »
Néanmoins, d'autres historiens comme Gabriel Martinez-Gros estiment que la bataille est moins décisive que celle d'al-Qadisiyya qui permet aux Arabes d'avoir directement accès au cœur même de l'Empire sassanide, provoquant son effondrement. A contrario, les Byzantins parviennent à préserver le centre de leur territoire de la conquête musulmane.